# Ur- und frühgeschichtliche Terminologie und Systematik
Die ur- und frühgeschichtliche Terminologie und Systematik in der prähistorischen Archäologie ist zwar weder verbindlich noch überall und bei jedem Wissenschaftler und in jeder Publikation gleichermaßen gebräuchlich, also relativ uneinheitlich, doch haben sich, bei allen kaum zu vermeidenden Unschärfen und Unsicherheiten im Einzelnen, international einige allgemeine Konventionen der Terminologie wie auch der chronologischen, kulturhistorischen und archäologisch-grabungstechnischen Systematik und Periodik herausgebildet, einschließlich von zeitlich und/oder kulturell definierten Subsystemen, die die großen Ordnungsraster wie etwa das Dreiperiodensystem lokal und regional nach verschiedenen Kriterien weiter unterteilen oder sie dort ersetzen, wo sie nicht anwendbar sind.
Entsprechend wird zunächst als übergeordneter Aspekt der Kulturbegriff in der prähistorischen Archäologie geschildert, wie er vor allem im deutschen Sprachraum gebräuchlich ist. Es folgt die ausführliche Darstellung von Terminologie und Systemstruktur der prähistorischen Chronologie und Periodik. Fund- und Befundsystematik und die daraus erschlossenen archäologischen Einteilungsprinzipien sowie die Werkzeugklassifikation und deren verschiedene Systeme sind ein weiterer Schwerpunkt. Eine ausführliche Übersicht über die außereuropäischen Periodika und Systematiken, die nicht oder nur unter großen Schwierigkeiten im Rahmen des Dreiperiodensystems darstellbar sind, bildet den Abschluss.

## Der Kulturbegriff in der Urgeschichte

Die Kulturkarte der Welt nach Inglehart-Welzel; sie zeigt die Komplexität des Kulturbegriffes, indem sie Überlebens- und Selbstentfaltungswerte gegen traditionelle und säkular-rationale Werte in einem Kartendiagramm gegeneinander aufträgt.

### Begriff
Der Begriff „Kultur“ wurde von Johann Gottfried Herder zu Beginn des 19. Jahrhunderts in seiner heutigen Bedeutung endgültig etabliert und als regional und zeitlich abgrenzbarer Zustand von Gesellschaften definiert. Nach der Definition der Encyclopædia Britannica ist Kultur ein „integratives Muster aus menschlichem Wissen, Glauben und Verhaltensweisen. Kultur besteht so gesehen aus Sprache, Ideen, Glauben, Brauchtum, Tabus, Codes, Institutionen, Werkzeugen, Techniken, Kunstwerken, Ritualen, Zeremonien und anderen verwandten Elementen. Die Entwicklung von Kultur hängt von der Lernfähigkeit des Menschen ab und seinen Möglichkeiten, Wissen an nachfolgende Generationen weiterzugeben.“ Es ist dies also das multifaktorielle Kulturkonzept, das in der klassischen Geschichtsforschung als regionale und zeitliche Deutungseinheit dieser und anderer, etwa ökonomischer, politischer und gesellschaftlicher Aspekte benutzt wird. In der Urgeschichte allerdings, wie sie der Archäologe rekonstruieren kann, fehlen fast alle dieser immateriellen Aspekte, da sie nicht konkret nachgewiesen, allenfalls hie und da auf der Basis heikler ethnologischer Parallelen analogistisch geschlussfolgert werden können, ein wissenschaftlich höchst umstrittenes Verfahren.

### Problematik
Der Begriff Kultur kann daher in der Ur- und teilweise auch noch in der Frühgeschichte, vor allem jedoch in der Alt- und Mittelsteinzeit, aufgrund der Befundlage nur im Sinne von „materieller Kultur“ verwendet werden. Nur diese ist durch Werkzeuge und andere erhaltene Artefakte bekannt, und selbst dies nur in unrepräsentativen Ausschnitten, bei denen vor allem spätneolithisch und frühgeschichtlich meist die Oberschicht überrepräsentiert ist. Nur selten wie z. B. bei Höhlenmalereien etwa der Frankokantabrischen Höhlenkunst oder des Ural, der Felsbilder der Sahara, Namibias oder Australiens, Plastiken wie die Venusfigurinen oder bei den vereinzelten paläolithischen Bestattungen (z. B. Shanidar-Höhle, La Ferrassie, Monte Circeo, Sungir, Unterwisternitz, Prednost, Ofnethöhle usw.) sind darüber hinausgehende Äußerungen erhalten, bei denen der moderne Kunstbegriff nur in einem stark erweiterten Sinne anwendbar ist. Folgerungen zur immateriellen Kultur etwa zu Religion im Paläolithikum und Schamanismus können deshalb nur sehr zurückhaltend getroffen werden; und besonders hier sind deshalb auch die wissenschaftlichen Kontroversen stark ausgeprägt. Außerdem hängt die Interpretation solcher Zeugnisse und Funde insbesondere von den privat, wissenschaftlich oder gesellschaftlich vorgeformten Vorstellungen des Archäologen über die betreffende Gesellschaft ab. Auch die jeweils angewandten Grabungs- und Sondierungsmethoden bilden einen wesentlichen Faktor, da die Archäologie sich früher eher auf monumentale Bauten oder reich ausgestattete Gräber konzentrierte. Von besonderer Bedeutung sind zudem geistes- und wissenschaftsgeschichtliche Konzepte und „Überbauten“, wie sie die Kulturkreislehre, die Kulturanthropologie oder die Ethnoarchäologie darstellen, wobei vor allem Letztere durch pseudoethnische Parallelisierungen und heikle Analogiebildungen zahlreiche interpretative Fallstricke bereithält. Den ökonomischen und gesellschaftlichen Aspekt von Kultur und Zivilisation, die er beide als gleichwertige Begriffe behandelt, hat neuerdings Tomáš Sedláček unter anderem auch für frühgeschichtliche Vorgänge untersucht.

Die Kulturanthropologie wiederum ist vor allem seit dem 19. Jahrhundert, als sie entstand, insbesondere nach Charles Darwin und im politisch-ökonomischen Umfeld des europäischen Imperialismus von besonders virulenten Entwicklungsgedanken geprägt gewesen. Das Ergebnis solcher Gedanken waren sogenannte „Kulturstufen“. Der Ethnologe Wolfgang Marschall schreibt dazu in der Einleitung der von ihm herausgegebenen Anthologie: Klassiker der Kulturanthropologie „Dass die Archäologie im 19. Jahrhundert es ermöglichte, aus der Aufeinanderfolge verschiedener Objektformen in den Grabungsschichten eine Chronologie und Entwicklungsgeschichte zu konstruieren, bestärkte das entwicklungsgeschichtliche Denken jenes Jahrhunderts.“ Dieses sei aber bereits vorher als geistesgeschichtliche Tendenz vorhanden gewesen, wie die berühmte, 1789 gehaltene akademische Antrittsrede Friedrich Schillers Was heißt und zu welchem Ende studiert man Universalgeschichte? deutlich zeige, in der unter anderem von Völkerschaften die Rede sei, die auf mannigfaltigen Stufen der Bildung um uns herum gelagert seien „wie Kinder verschiedenen Alters um einen Erwachsenen herumstehen und durch ihr Beispiel ihm in Erinnerung bringen, was er selbst vormals gewesen und wovon er ausgegangen ist“, rohe Völkerstämme, die eine weise Hand uns für den Zeitpunkt aufgespart habe „wo wir in unserer eigenen Kultur würden weit genug fortgeschritten sein, um von dieser Entdeckung eine nützliche Anwendung auf uns selbst zu machen und den verlorenen Anfang unseres Geschlechts auf diesem Spiegel wieder herzustellen.“
Man kann den Begriff der „Kultur“ in urgeschichtlichen Zusammenhängen daher allenfalls als popularisierende Bezeichnung von Fundkomplexen verwenden und sollte ihn am besten vermeiden, vor allem wenn man die Definition der Brockhaus-Enzyklopädie zugrunde legt, dass „dieser Kulturbegriff nicht nur das jeweils Gemachte, Hergestellte und Künstliche betont, sondern auch das jeweils moralisch Gute der Kultur anspricht“. Da der Kulturbegriff in der Anthropologie, Sozialpsychologie und Ethnologie ganz eigene Definitionen besitzt, bringt er die für präzise Abgrenzungen notwendigen Voraussetzungen in rein archäologischen Zusammenhängen nicht mit. Dazu kommt, dass Fundinventare aufgrund des Erhaltungspotentials zwar einen wesentlichen Teil, aber bei weitem nicht den einzigen oder gar repräsentativen Zustand von Kulturen auch des Paläolithikums darstellen.
Im Deutschen, wo dennoch der Kulturbegriff immer noch häufig und eher traditionell bei der Bezeichnung von Technokomplexen verwendet wird, kommt hinzu, dass er geistesgeschichtlich besonders aufgeladen ist und anders verwendet wird als international üblich, nämlich als übergeordnete, positive Bezeichnung, während in anderen Sprachen, vor allem im Englischen und Französischen, „Zivilisation“, ein im Deutschen eher negativ besetzter Terminus, entweder gleichberechtigt verwendet wird, eher aber als der übergeordnete Begriff gilt und Kultur eine spezifizierte, regionale oder zeitliche Unterordnung davon bezeichnet.

### Mögliche Anwendung
Die ganz großen Perioden des Dreiperiodensystems wie Alt-, Mittel- und Jungsteinzeit sowie ihre Untergliederungen sowie in Afrika das Early, Middle oder Later Stone Age etc. waren stets zu uneinheitlich und die Kenntnisse darüber sind immer noch zu lückenhaft, um sie als Kultur zu kennzeichnen. Sie gelten daher neutral und wegen ihrer rein zeitlichen Konzeption als „Perioden“ (daher auch Drei„perioden“system). Doch bezeichnete man früher einen größeren überregionalen Komplex innerhalb dieser Perioden mit sehr langer Dauer wie das Acheuléen oder Moustérien dennoch gerne als „Kultur“ unter der oben einleitend genannten Einschränkung der rein materiellen Kultur selbst bei Vorhandensein potentiell ergänzender Phänomene wie „frühe Kunst“. Es gibt dabei auch den Begriff Archäologische Kultur, der allerdings in der Wissenschaft nicht unumstritten ist. Man verwendet auch bei solchen Großperioden inzwischen meist „Technokomplex“ und unterteilt diese in „Industrien“. Bezieht man sich vor allem auf die Werkzeuge einzelner Fundstätten, sagt man „Inventar“ (siehe Fundkomplexe nach John Desmond Clark), wobei zwischen diesen drei Grundbegriffen vor allem im archäologischen Kontext systemisch unterschiedliche Gewichtungen und Beziehungen bestehen.
Man kann den Kulturbegriff in der urgeschichtlichen Archäologie daher allenfalls praktisch und ohne geistesgeschichtliche Bezugnahme wertneutral handhaben, wie dies insbesondere in der angelsächsischen Forschung relativ unbefangen geschieht. So schreibt Andrew Sherratt in seiner Cambridge Enzyklopädie der Archäologie: „Beim vorläufigen Ordnen seines Materials empfindet es der Archäologe als sinnvoll, bestimmte ‚Kulturen‘ zu definieren; dabei handelt es sich um ständig zusammen auftretende Gruppen zeitgleicher Fundtypen in einem begrenzten Gebiet. Sie bilden einen Bezugsrahmen für die Interpretation von Veränderungen der Lebensverhältnisse, die sich aus Bauwerken, Artefakten und Nahrungsmittelüberresten, wie z. B. Tierknochen, Muscheln, Schalen, Samen und sonstigen organischen Resten, ableiten lassen.“ Allerdings lehnte John Desmond Clark, einer der bedeutendsten Experten des 20. Jahrhunderts für die Ur- und Frühgeschichte Afrikas, den Gebrauch des Begriffes „Kultur“ in vorgeschichtlichen Zusammenhängen ab und ersetzte ihn konsequent durch „Technokomplex“. Wo „Kultur“ begrifflich nicht zu umgehen war, setzte er das Wort meist zwischen Anführungszeichen.

In der Jungsteinzeit hingegen kann die Anwendung des Kulturbegriffes wegen der nun sehr viel detaillierter erfassbaren Fundlage mit Einschränkungen sinnvoll sein, sofern man einige seiner Grundbedingungen, wie sie in den durch das Vorhandensein einer Schrift bestimmten hochkulturellen Phasen quasi axiomatisch vorausgesetzt werden (also Kunst, staatliche, ökonomische und soziale Komplexität der Organisation, kohärentes und differenziertes Weltbild usw.), beiseitelässt und vor allem auf die innere Einheitlichkeit und ihre gute Abgrenzbarkeit gegenüber benachbarten Komplexen dieser „Frühkulturen“ abzielt, wie es ähnlich beim Begriff der „Primitiven Kultur“ geschieht.

## Terminologie und Systemstruktur von Chronologie und Periodik
Chronologie und Periodik implizieren stets auch ein bestimmtes, archäologisch definiertes Konzept der Zeit, das keineswegs mit dem naturwissenschaftlichen identisch ist. Zeit wird hierbei nicht als solche indirekt und individuell oder durch Zeitmesssysteme erfahren, sondern direkt und objektiv als morphologisches Phänomen materieller Repräsentationen. Sie allein sind Zeugen einer bestimmten Zeit. Hierzu zählen Grabungsfunde wie Werkzeuge, Keramiken, Waffen, Siedlungsreste usw., die insgesamt stets eine bestimmte Zeit punktuell bewahrt haben, in diesen Fällen die Zeit ihrer Entstehung und Benutzung. Das hat erhebliche Auswirkungen auf archäologisch verstandene Zeitabläufe, die entsprechend als relativ und absolut definiert werden können, je nachdem, ob eine zeitlich nicht genau fixierbare Abfolge vorliegt, wie sie die Stratigraphie bietet, oder feste Zeitpunkte feststellbar sind, wie sie etwa physikalische Methoden liefern.
Die Darstellung dieses Abschnittes beginnt mit den allgemeinsten Begriffen, Charakteristika, Kriterien und Systematiken der ur- und frühgeschichtlichen Systematik und führt dann absteigend und sich auffächernd zu den immer spezielleren Substrukturen der Systematik und Terminologie.

### Historisch-systematische Grundbegriffe

#### Urgeschichte und Vorgeschichte
Die immer noch auftretende Benennung der schriftlosen Vorgeschichte in Deutschland als Urgeschichte weicht stark vom internationalen Sprachgebrauch ab, wo Prähistorie (Prehistory, Préhistoire, Prehistoria usw.) bzw. deutsch Vorgeschichte durchweg üblich ist. Das dtv-Synonymen-Wörterbuch von 1999 verzeichnet entsprechend „Urgeschichte“ nur als peripheren Nebenbegriff zu „Vorgeschichte“. Das Duden-Synonymenwörterbuch von 2007 hat „Urgeschichte“ nicht einmal als Lemma, sondern verzeichnet es ebenfalls nur als untergeordnete Variante von „Vorgeschichte“. Das Deutsche Wörterbuch Bd. 3 der Brockhaus-Enzyklopädie (Bd. 28) von 1995 verzeichnet „Urgeschichte“ nur kurz (S. 3608), „Vorgeschichte“ hingegen sehr viel ausführlicher (S. 3791: 17 Z. zu 4 Z.). Auch die eigentliche Brockhaus-Enzyklopädie führt „Urgeschichte“ nur mit einem Verweispfeil auf „Vorgeschichte“, die dort über eine Seite einnimmt (Bd. 23, S. 448 ff.). Dennoch ist etwa in Deutschland die Bezeichnung der einschlägigen Seminare und Institute der Universitäten trotz zunehmender Angleichung an den internationalen Usus bis heute aus meist historischen Gründen uneinheitlich.
Sprachgeschichtlich handelt es sich bei „Urgeschichte“ um eine Analogiebildung in Anlehnung an ältere Worte wie Urzeit, Ursprung, Ursache, Urheber, die insbesondere im 18. und 19. Jahrhundert im Gefolge des Barock ihre formativen Wurzeln haben dürfte. Die weitere Entwicklung führt dann über den Idealismus, die Weimarer Klassik und die Romantik in Deutschland.
Das Grimmsche Deutsche Wörterbuch (DWB) verzeichnet „Urgeschichte“ im heutigen Sinne einer vorgeschichtlichen Epochenbezeichnung entsprechend als Neubildung des frühen 19. Jahrhunderts, die wie „Vorgeschichte“ erstmals in Joachim Heinrich Campes „Wörterbuch der Deutschen Sprache“ (1807–1812, im 5. Bd. von 1811) nachgewiesen sei. Zedlers Universallexikon, erschienen zwischen 1732 und 1754 und mit 64 Bänden die umfangreichste Enzyklopädie Europas im 18. Jahrhundert, führt hingegen weder das Stichwort „Vorgeschichte“ noch das Stichwort „Urgeschichte“ – ein Zeichen, dass die Begriffsbildung noch nicht begonnen hatte. Sie setzte erst mit dem zunehmenden Interesse an der Vergangenheit zu Beginn des 19. Jahrhunderts ein, wie die Geschichte der Geschichtswissenschaft zeigt, die sich nun von der seit der Renaissance existierenden Klassischen Altertumswissenschaft und ihrer alleinigen Orientierung an der griechisch-römischen Antike löste.
Der Begriff „Vorgeschichte“ wird denn auch im zwischen 1854 und 1971 erschienen DWB ebenfalls aufgeführt, so dass es zunächst die Konkurrenz zweier Termini gab, die dann im Laufe der deutschen Romantik zunächst offenbar zugunsten von Urgeschichte aufgelöst wurde. Der Gebrauch von Vor-Geschichte wiederum ist vor allem bei Prähistorikern umstritten, da er diesen weitaus längsten Teil der menschlichen Geschichte außerhalb des geschichtlichen Rahmens stellen würde.

#### Abgrenzungen: Urgeschichte – Frühgeschichte – Geschichte
Diese Dreigliederung ist nicht zu verwechseln mit dem Dreiperiodensystem. Vielmehr bezieht sie sich fast ausschließlich auf das Fehlen oder Vorhandensein schriftlicher Quellen, ist also sehr viel stärker kulturspezifisch als dieses. Technologische Phänomene wie die Werkzeugherstellung und ihre Materialien, wie sie dem Dreiperiodensystem zugrunde liegen, spielen für diese Einteilung keine Rolle. Dasselbe gilt für andere kulturelle Äußerungen wie Ökonomie, Kunst, Religion, Lebensweise usw.

##### Urgeschichte

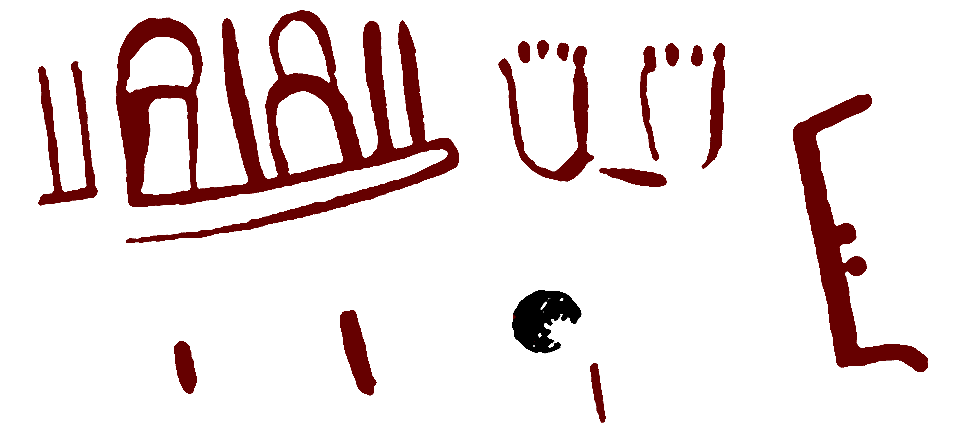
Hierogramme aus der La-Pasiega-Höhle im kantabrischen Santander: die sogenannte „Inschrift“ von La Pasiega (ca. 17.000–13.000 BP). Dass es sich um einen Vorläufer von Schrift handelt, ist spekulativ. – Siehe Frankokantabrische Höhlenkunst.

Die Ur- oder Vorgeschichte beschreibt die Geschichte der Menschen von den Anfängen bis zum Einsetzen eindeutig als solche erkennbarer schriftlicher und inhaltlich zumindest ansatzweise verständlicher Quellen. Dabei wird meist auch die Stammesgeschichte des Menschen mit einbezogen, um die Träger der jeweiligen Phasen, die ja mehreren Homo-Typen vom Homo habilis, Homo erectus über den Neandertaler bis zum anatomisch modernen Menschen (Homo sapiens) angehörten, zu kennzeichnen, zumal man deren knöcherne Überreste, wenn auch sehr selten, zusammen mit Werkzeuginventaren fand und findet.
Die Urgeschichte (oder Vorgeschichte) endet weltweit recht unterschiedlich und ist in manchen Regionen der Erde, in denen schriftlose Völker leben (z. B. subsaharisches Afrika, Amazonien, Australien, Ozeanien, Süd- und Nordasien usw.), noch heute präsent. Es stehen hier somit nur archäologisch gewonnene Zeugnisse im Sinne von Artefakten zur Verfügung, die als Funde zu Befunden führen. Die sehr seltenen anthropologischen Funde, also Knochen, spielen hier nur eine begleitende Rolle, wenn man versucht, die Träger eines Technokomplexes zu identifizieren. Sie sind allerdings von höchstem Interesse für Paläoanthropologen, die sich jedoch nicht mit der Urgeschichte des Menschen befassen, sondern mit dessen sehr viel weiter zurückreichenden Stammesgeschichte und für die wiederum urgeschichtliche Funde der Archäologie lediglich Begleitfunde sind.
Wenn man die rein evolutionsbiologisch relevante pliozäne Phase des Hominiden-Vormenschen vom Typ Australopithecus ab 5 Millionen BP und die noch ältere miozäne Phase des Tier-Mensch-Übergangsfeldes (8 bis 5 Millionen BP) davor beiseitelässt, überdeckt diese mit dem Pleistozän einsetzende Urgeschichte fast 99,9 % der menschlichen Gesamtgeschichte und beginnt mit dem Homo rudolfensis und dem Homo habilis und deren ersten nachweisbaren Steinwerkzeug-Produktionen in Afrika, die ab etwa 2,5 Millionen Jahre BP einsetzt. (Die von Raymond Dart postulierte noch sehr viel ältere osteodontokeratische Kultur der Australopithecinen, die den Beginn der Urgeschichte weit nach hinten verlegt hätte, ist inzwischen widerlegt.)
In diesem engeren, hier einzig relevanten Sinne umfasst die Urgeschichte die gesamte Alt-, Mittel- und Jungsteinzeit sowie meist auch noch die Bronzezeit. Ausnahmen sind hier die frühen Hochkulturen, wie das Alte Ägypten oder Mesopotamien, wo bereits ausreichend valide Schriftzeugnisse existieren. Auch die frühe (vorrömische) Eisenzeit, die sog. Hallstattzeit und La-Tène-Zeit (benannt nach ihren eponymen Fundorten) etwa der Kelten, Germanen und Slawen, der Thraker, Illyrer und Daker Europas sowie die frühen Kulturen der Ägäis gehören meist noch in diesen Rahmen, auch wenn hier gelegentlich allerdings meist fabulöse Schilderungen von griechischen Historikern wie Herodot, Polybios, Aristoteles und Poseidonios vorliegen, so dass sich in diesen sog. „barbarischen Randzonen der späteren griechisch-römischen Welt“ mit den protohistorischen Völkern Europas bereits eine frühgeschichtlich zu nennende Übergangssituation ergibt, bei der diese Kulturen zwar über keine eigene Schrift verfügen, externe Autoren aus anderen Kulturen jedoch über sie berichten. Eindeutig zur Urgeschichte, und zwar in einigen Fällen bis heute, gehören überdies die schriftlosen Völker der Subsahara sowie andere indigene Völker etwa Südamerikas, Südasiens, Australiens, Neuguineas, Neuseelands und Ozeaniens.
Die wissenschaftliche Gliederung der Urgeschichte folgt der klimatischen Periodisierung des Quartärs, erstreckt sich über das gesamte Pleistozän sowie je nach Region 70 bis 100 % (also bis heute) des darauf folgenden Holozäns und wird anhand von Fundinventaren, sog. Technokomplexen und deren Substrukturen unterteilt, deren zeitlich-kulturelle Abgrenzungen in den tabellarischen Übersichten etwa des Dreiperiodensystems allerdings nur sehr summarisch dargestellt sind, tatsächlich allerdings durch mehr oder weniger kurze Phasen des Übergangs und durch Überlagerungen verbunden bzw. beeinflusst waren.
Der Begriff Urzeit sollte hingegen in wissenschaftlich bestimmten ur- und frühgeschichtlichen Zusammenhängen nicht verwendet werden, da er unspezifisch bzw. zeitlich diffus ist und die Bedeutung „bis zu den allerersten Anfängen, vor unendlich langer Zeit“ usw. hat. Der Begriff wird denn auch gerne in poetischen (z. B. Goethe, Schiller, Herder, A. v. Arnim, Platen), ja sogar mythischen Zusammenhängen verwendet. Er reicht jedoch im Prinzip über paläontologische und geologische Inhalte zurück und umfasst sogar kosmologische Bereiche (z. B. Urknall). Die Evolutionsgeschichte des Menschen oder gar seine Urgeschichte ab 2,5 Millionen BP sind hier nur der marginale Endpunkt (ca. 2/10 Promille des Gesamtzeitraumes von 13 Milliarden Jahren).

##### Frühgeschichte

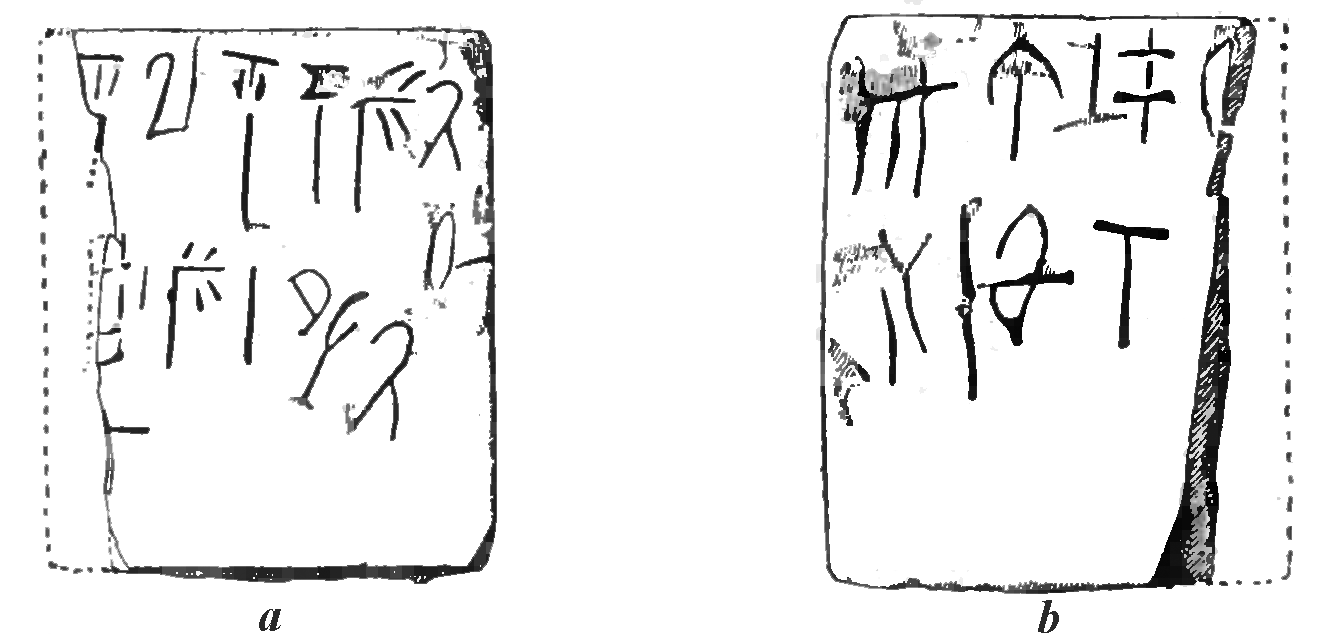
Zwei Tontäfelchen mit Linear-A-Inschriften aus dem minoischen Palastarchiv von Knossos, frühes 2. vorchristliches Jh., wie sie Sir Arthur Evans fand. Linear A ist ebenso wenig lesbar wie die Schrift der Vinča-Kultur. Beide Schriften zeigen die Schwierigkeiten, den Beginn der Frühgeschichte anzusetzen, wenn man eine mögliche Schrift hat, sie aber nicht lesen kann, vor allem auch, weil man die Sprache nicht kennt.

Die Geschichte der Schrift, die den Beginn der frühgeschichtlichen Periode markiert, begann nach bisheriger Meinung vor etwa 5000 Jahren, nach Harald Haarmanns allerdings relativ umstrittener Ansicht sogar bereits mit der Sakralschrift Alteuropas ab ca. 5300 bis ca. 3500 v. Chr., zunächst in der Vinča-Kultur, der dann die Schriftentwicklung in der minoischen Kultur Altkretas folgte, die damit eventuell in Verbindung gebracht werden kann. Inwieweit derartige piktografische Symbole, die ja bereits von André Leroi-Gourhan und Julien Ries als sogenannte Mythogramme für die Frankokantabrische Höhlenkunst des Jungpaläolithikums postuliert wurden, allerdings schon als Schrift im Sinne eines allseits verwendbaren, flexiblen Informationsträgers bezeichnet werden können, ist unsicher. Entsprechend unsicher ist denn auch die Einstufung frühgeschichtlicher Kulturen, vor allem deren Beginn.
Die Frühgeschichte ist somit eine mitunter schwer genau zu definierende Übergangsphase zwischen schriftloser Urgeschichte und schriftlicher Geschichte, und zwar vorwiegend eigenschriftlich oder durch externe Berichterstatter dokumentierter Geschichte. Die Existenz einer Schrift alleine bedeutet hier aber nicht unbedingt schon, dass man von Geschichte reden kann, wie das Beispiel der sehr esoterisch-religiösen Runenschrift zeigt, die eine priesterliche Geheimschrift mit magischer Funktion war.
Quellen: Neben archäologischen Funden stehen in frühgeschichtlichen Perioden also auch andere Quellen zur Verfügung, ohne dass diese allerdings für ein halbwegs schlüssiges historisches Gesamtbild ausreichend wären. Derartige Quellen sind vor allem in Bezug auf die protosprachlichen sog. „barbarischen Randvölker“ der klassischen Antike:
1. Sporadische Schriftzeugnisse wie etwa Inschriften. Ihr Informationswert ist gering, da sie meist nur Personen-, Götter- und Ortsnamen sowie gelegentlich nicht immer eindeutige Zeitangaben enthalten. Sie bilden z. B. bei den Etruskern die Hauptmasse der Überlieferungen und können gerade wegen ihrer vergleichsweise geringen Menge nur schwer gelesen werden. Manchmal war sogar wie im Falle der Maya-Bilderschrift lange nicht klar, dass es sich tatsächlich um eine Schrift handelte und nicht bloß um Dekor.
2. Sprachdenkmäler wie Orts-, Gewässer- und Flurnamen und einheimische Tier- und Pflanzennamen. Sie belegen Verwandtschaftsbeziehungen von Ethnien untereinander, wie sie etwa die Indogermanistik untersucht, indem sie Substrate anderer Sprachen und ihre Herkunft feststellt und daraus über den Aufenthalt der einzelnen Ethnien Schlüsse zieht. So entstammt etwa der Name „Berlin“ einem altslawischen Gewässernamen, viele deutsche Flussnamen wie Neckar oder Main sind keltischen Ursprungs, das altindische Sanskrit ist eine indoeuropäische Sprache (Kentum- und Satemsprachen), der Hauptteil der subsaharischen Sprachen gehört den Bantusprachen an und bezeugt die Expansion der Bantus nach Süden usw.[41]
3. Verwaltungsunterlagen der dominierenden, hier gewöhnlich römischen, früher auch griechischen, mesopotamischen und ägyptischen Institutionen, also Militär- und Provinzialverwaltungen. Ihr Wert ist beschränkt, da etwa ethnische Einheiten verzerrt und vereinfacht dargestellt sind. Zudem sind nur längere Darstellungen, wie z. B. bei Caesar, aussagekräftiger.
4. Handelsunterlagen von Kaufleuten können weitere Informationen über Waren und Handelswege, Handelsstationen, lokale Bedürfnisse und Werte etc. liefern samt Zusatzinformationen über Land und Leute, die einen Kaufmann interessieren. Tatsächlich war es sogar das Händlervolk der Phönizier, das nicht einmal einen eigenen Staat ausbildete, nur große Handelsstädte unterhielt, wie Byblos oder Karthago, das die erste brauchbare, noch rein konsonantische Buchstaben-Schreibschrift aus älteren Bilder- und Silbenschriften entwickelte, auf der dann über das Griechische und Lateinische alle späteren europäischen Schreibschriften beruhten. Sogar die Runen dürften eventuell auf dem Umweg über das aus dem Griechischen entstandene etruskische Alphabet darauf zurückgehen.[42]
5. Schriftlich fixierte mündliche volkssprachliche Überlieferungen. Die alten germanischen (Hildebrandslied etc.) oder griechischen Epen, etwa die Homers, sind solche Fälle, die zwar keinen unmittelbaren historischen Informationswert besitzen, jedoch geistige und religiöse Haltungen transportieren und damit meist sehr langfristig wirksame Traditionen einzelner Völker sowie Berichte über lokale, häufig mythisch oder heldisch gefärbte Ereignisse. Dass sie dennoch von archäologischer Relevanz sein können, zeigt neben anderen Fällen paradigmatisch die Entdeckung Trojas durch Heinrich Schliemann.
6. Antike Berichte über die schriftlosen Kulturen Europas, also Schilderungen etwa Herodots, die auf Beobachtungen ihrer Autoren selbst oder auf Berichten von Gewährsleuten beruhen, allerdings häufig fantastisch verzerrt, zudem in ihrer Perspektive sehr beschränkt sind. Darin wird gezielt oder beiläufig über die Begegnung mit „Barbaren“ und über deren Sitten berichtet. Sie sind in ihrer Perspektive stark eingeschränkt, meist auf die herrschenden Schichten, Priester und Krieger bezogen, und nur aus längeren ethnographischen Werken oder langen Verlaufsschilderungen wie bei Caesar oder Tacitus lassen sich genauere Informationen über die gesellschaftliche Struktur entnehmen, wobei solche Schilderungen oft sehr einseitig, also politisch und militärisch ausgerichtet sind und sich mitunter von Autor zu Autor widersprechen. Darüber hinaus geben sie kaum Auskunft über gesellschaftliche Veränderungen.

Daneben existieren weiter und immer noch weit wichtiger die archäologischen Funde, also Bauten, Abfälle, Geräte, Keramik, Gräber oder Münzen sowie knöcherne Reste von Tieren, Pflanzenreste (z. B. Pollen, Samen, Fasern usw.) und Ähnliches. Sprach- und Schriftquellen sind mit den Mitteln der Sprachforschung zu bewerten, Sachfunde archäologisch.
Lesbarkeit: Mitunter ergibt sich die Situation, dass eine Schrift nachweisbar, aber nicht übersetzbar ist (etwa die kretischen Schrift Linear A oder die Rongorongo-Schrift der Osterinsel). Praktisch ist man in solchen Fällen dann auf archäologische Mittel angewiesen, obwohl der kulturelle Befund frühgeschichtlich ist, bei reichem Schriftmaterial sogar als historisch gewertet werden könnte. Die meso- und südamerikanischen Hochkulturen waren lange bis zur Übersetzung der Maya-Schrift solche Fälle. Ob das Quipu, die vor allem als Mnemotechnik eingesetzte Knotenschrift der Inkas als ausreichend angesehen werden kann, um die Kultur alleine deswegen als geschichtlich anzusehen, ist fraglich. Doch existieren hier genügend andere Merkmale (Bauten, sekundäre Berichte der Spanier usw.), die dennoch die Einstufung als Hochkultur erlauben. Das gilt so ähnlich auch für die Kultur der Etrusker, deren Schrift inzwischen zwar in den Grundzügen lesbar ist, das Quellenmaterial jedoch zu dürftig ist, um daraus weitergehende historischen Informationen gewinnen zu können.
Im Mittelmeerraum beginnt die schriftlich belegte Frühgeschichte zuerst. In Mitteleuropa setzt sie etwa mit der Zeit Julius Caesars in der Mitte des 1. vorchristlichen Jahrhunderts ein, als römische Autoren damit begannen, die dortigen Kulturen ausführlicher zu beschreiben, (auch wenn dabei mit einer nicht geringen römischen kulturellen Selbstüberhebung, Falscheinordnung und vor allem mit nicht-ethnologischen Motiven zum Abfassen der Schriften gerechnet werden muss, ganz ähnlich, wenn auch aus anderen Gründen, wie bei der Beschreibung der Etrusker). Für Nordeuropa beginnt die Frühgeschichte hingegen später.

##### Geschichte

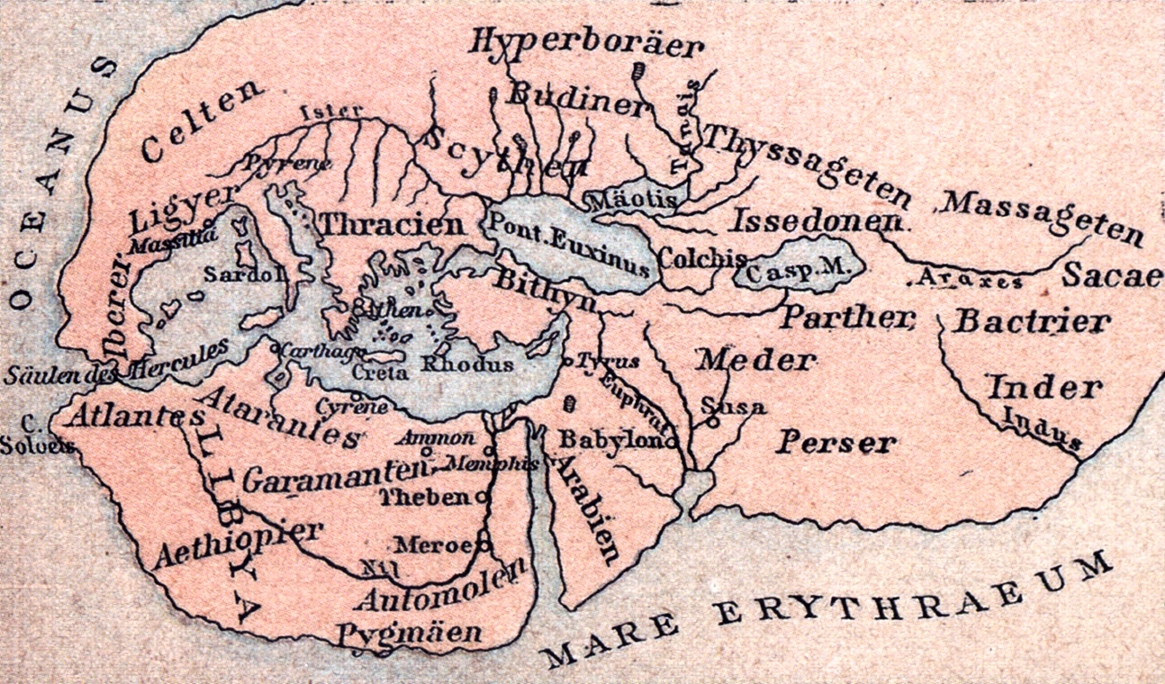
Die Welt, wie Herodot, der „Vater der Geschichtsschreibung“ sie im 5. vorchristlichen Jahrhundert sah und beschrieb. Trotz seiner oft phantasievollen und meist auf Hörensagen beruhenden Beschreibung in den Historien gibt er uns einen ersten ethnologisch-geographischen und historisch-kulturellen Eindruck von den Griechenland umgebenden, häufig noch schriftlosen, also „protohistorischen“ Völkern, die damit einer wenn auch marginalen, allerdings durch zahlreiche andere Kulturzeugnisse gestützten frühhistorischen Stufe zugerechnet werden könnten.

Der Geschichtsbegriff ist insgesamt äußerst komplex und oft philosophie- und theorielastig. Für die Geschichtswissenschaft bezeichnet er aber zunächst lediglich die Periode der Geschichte, in der lokal, regional und ethnisch so viele schriftliche Zeugnisse vorliegen, dass die Bewertung eines politisch-sozialen Beziehungsgeflechtes zwischen den Menschen in all seinen zeitlich Bezügen nach historisch halbwegs überprüfbaren Kriterien möglich ist, ohne dass ausschließlich oder überwiegend auf archäologische Funde zurückgegriffen werden muss, die allerdings dennoch weiter eine wichtige Rolle spielen, vor allem aber bei der Bewertung von Einzelfragen und -phänomenen, jedoch nicht mehr oder weit weniger für das Gesamtbild. Bereits früh, etwa in den alten Hochkulturen, hat sich dabei das Metier der Geschichtsschreibung entwickelt, aus dem letztlich die moderne Geschichtswissenschaft hervorgegangen ist.
Allerdings beschränkt sich diese längst nicht mehr auf die Darstellung der durch schriftliche Zeugnisse belegten Epochen, sondern greift sehr viel weiter aus bis tief in die Urgeschichte, wobei dann versucht wird, die Befunde von prähistorisch arbeitenden Archäologen mit denen der Paläoanthropologen, -zoologen, -klimatologen und -botaniker, Geologen, Religionswissenschaftlern usw. zu einem relativ schlüssigen Gesamtbild zu verbinden, das allerdings nun wieder nicht im engeren Sinne historisch genannt werden kann, da sichere Chronologien nur ansatzweise und grobrastrig darstellbar sind, vielmehr als Versuch verstanden werden sollte, „die Vorgeschichte als ein zusammengehöriges Gesamtphänomen zu begreifen“.
Die Encyclopædia Britannica definiert „History“ entsprechend sogar nicht als Periode, sondern als „the discipline that studies the chronological record of events (as affecting a nation or people), based on a critical examination of source materials and usually presenting an examination of their causes“, also ausschließlich als Geschichtswissenschaft, und „Prehistory“ kommt ebenso wenig als Lemma vor wie „Early history“. Der Hauptartikel History beschäftigt sich vielmehr entsprechend nur mit „The Study of History“, dies dann aber auf 70 eng bedruckten Seiten. Lediglich an einer Stelle findet sich eine spärliche Definition, nämlich: „the events and actions that together make up the human past“ und „the accounts given of that past and the modes of investigation whereby they are arrived at or constructed.“
Als weitere Phase innerhalb dieser Reihe, die jedoch innerhalb der schriftlichen Geschichte verortet ist, kann die Hochkultur bezeichnet werden, die wie im Falle der alten mediterranen und vorderasiatischen, aber auch frühchinesischen und altamerikanischen Hochkulturen tatsächlich sogar noch frühgeschichtliche, ja jungsteinzeitliche bis frühbronzezeitliche Merkmale aufweisen kann.

### Großperioden und ihre Substrukturierung

#### Das Dreiperiodensystem
Das Dreiperiodensystem Thomsens ist als rein archäologisches, nicht kulturtypologisches Modell (davon gibt es eine Reihe anderer, nach unterschiedlichen Gesichtspunkten wie sozialen, ökonomischen, religiösen etc. gegliederte) auf der simplen materiellen Differenzierungsbasis von Stein, Kupfer, Bronze und Eisen rein zeitlich sequentiell strukturiert und enthält keine regionalen Komponenten oder Varianten bzw. Überlappungen, vereinfacht also extrem.
Anwendbarkeit: Als das Dreiperiodensystem der ur- und frühgeschichtlichen Archäologie in der ersten Hälfte des 19. Jahrhunderts vom dänischen Archäologen Christian Jürgensen Thomsen und anderen entwickelt und etabliert, später, nach Entwicklung besserer Datierungsmöglichkeiten und Grabungs- und Explorationstechniken sowie stark zunehmenden archäologischen Funden, weiter verfeinert wurde, geschah dies vor allem auf der Grundlage der europäischen und zirkummediterranen Ur- und Frühgeschichte. Es kann dennoch bis heute nach wie vor auf Europa und weite Teile Asiens angewendet werden, vor allem auf Vorderasien und jeweils mit einigen regionalen Einschränkungen, wo isolierte Gruppen wie zum Beispiel die Adivasi Indiens, einige Ethnien Zentralasiens oder die Ainu Nordjapans, kulturell von einzelnen Kulturphasen nicht erreicht wurden, auf Mittel-, Süd- und Ostasien, nicht jedoch oder nur stark eingeschränkt auf den Malaiischen Archipel sowie auf Nordasien (z. B. die Völker Sibiriens). Das gilt auch für isolierte Ethnien Nordeuropas wie die Samen. (Die außereuropäische nicht vom Dreiperiodensystem erfasste Periodik ist in einer Übersicht am Ende des Artikels dargestellt.)
Weitgehend nutzlos ist es jedoch für den Bereich der beiden Amerika, und zwar einschließlich der dortigen Hochkulturen (nur die andinen Völker wie die Mochica und Inkas entwickelten bzw. beherrschten den Bronzeguss und könnten daher unter dem Dreiperiodensystem subsumiert werden), ebenso für Australien und Ozeanien. Dasselbe gilt für das subsaharische Afrika, da es dort überall keine Bronzezeit und in weiten Teilen nicht einmal eine Jungsteinzeit gab (z. B. die San oder Pygmäen), sondern einen direkten Übergang von der Steinzeit in die Eisenzeit, entweder im Verlauf der sog. Bantu-Expansion oder noch später durch die arabischen und europäischen Eroberer und Kolonialmächte, letzteres mit dem Schwerpunkt im 19. Jahrhundert, als der Kolonialismus in den Imperialismus und Kulturimperialismus überging.
Gliederungsprinzip: Das Dreiperiodensystem gliedert die ur- und frühgeschichtlichen Epochen und Räume zunächst nach den hauptsächlich bei der Werkzeug- und Waffenherstellung verwendeten Materialien grob in Steinzeit, Bronzezeit und Eisenzeit. Es unterteilt diese dann weiter in diverse Subepochen wie Altsteinzeit bzw. Altpaläolithikum (Jäger und Sammler), Mittelpaläolithikum (technisch stark verbesserte Geräte auch aus Knochen: das sog. Moustérien) bzw. Mesolithikum (Übergang zum Neolithikum, der allerdings fast nur in Europa feststellbar ist) und Jungsteinzeit bzw. Neolithikum (Landwirtschaft, Domestikationen und Keramik sowie Steinschliff und Steinbohrung). Diese Unterteilungen werden dann wiederum relativ-chronologisch aufgrund der Werkzeugentwicklung und damit zusammenhängender Kulturfaktoren und beim Neolithikum auch ökonomischer Faktoren weiter unterteilt. Es ergeben sich so Subkategorien mit den Phasen Alt oder Früh, Mittel, Jung, sowie bei Bedarf Spät, End und Epi, die allerdings lokal und zeitlich nun sehr unterschiedlich auftreten.
Übergangsperioden: Ebenfalls nur marginal, undifferenziert oder überhaupt nicht enthält das Dreiperiodensystem die wichtigsten Übergangsphasen, die regional oft unterschiedliche Bezeichnungen tragen und unterschiedlich vorkommen. Es sind dies:
1. Die Mittelsteinzeit (Mesolithikum), ein auf Europa nördlich der Alpen beschränkter Begriff, der mediterran als Epipaläolithikum auftritt und das Verbindungsglied zwischen Paläolithikum und Neolithikum darstellt. Die Periodisierung beruht nach hinten auf dem geologisch-klimatologischen Einschnitt, den das Ende der Würm-Eiszeit und der Beginn des Holozäns bilden; nach vorne wird sie kulturhistorisch und ökonomisch durch den Übergang zur bäuerlichen Wirtschaftsweise der Neolithischen Revolution abgegrenzt.[54]
2. Das Präkeramische Neolithikum, auch Akeramikum oder PPN (Pre Pottery Neolithic) genannt, das chronologisch in drei Phasen PPNA, PPNB, PPNC (Übergang zum Keramikum) unterteilt wird, und in dieser Terminologie im Dreiperiodensystem nicht enthalten, jedoch weitgehend mit dem europäischen Mesolithikum identisch ist. Es tritt im ostmediterranen Bereich und angrenzenden Gebieten auf, vor allem in den frühesten Siedlungen wie Jericho (PPNA), Nevalı Çori (PPNB), Ain Ghazal (PPNB) und Göbekli Tepe (PPNA und B) und setzt mit der dortigen bereits sesshaften Kultur des Natufien als frühester, noch epipaläolithischer Stufe ein, die im Vorderen Orient, und zwar nur dort, eine Jäger-Bauern-Übergangsstufe ausprägte.[55]
3. Das Chalkolithikum oder die Kupfersteinzeit im Endneolithikum als Bindeglied zur frühen Bronzezeit mit den Anfängen der Metallbearbeitung, die in ihrer frühesten Stufe mitunter auch als Äneolithikum bezeichnet wird. Nachgewiesen ist es vor allem ebenfalls in Mittel- und Osteuropa, im Vorderen Orient, aber auch in Südamerika in der Moche-Kultur. Der Gletschermann Ötzi gehörte dieser Phase an, denn er trug ein Beil aus fast reinem Kupfer bei sich (es war geschäftet und daher wohl auch zum Gebrauch bestimmt), eine wertvolle Handelsware, wie man aus anderen zeitgenössischen Funden weiß, wo oft regelrechte Depots mit Kupferbeilen und -geräten gefunden wurden.[56]
4. Die Frühgeschichte als Bindeglied und Übergangsstufe zwischen schriftloser Urgeschichte und schriftlich bezeugter Geschichte. Mit Einsetzen der Frühgeschichte, die von ihm nicht mehr erfasst wird, schließt das Dreiperiodensystem (s. oben und unten).

#### Übergang vom Dreiperiodensystem zu regional und kulturell definierten Einheiten

Karte der jungpaläolithischen Aurignacien-Kultur Europas zwischen 39.000 und 30.000 BP

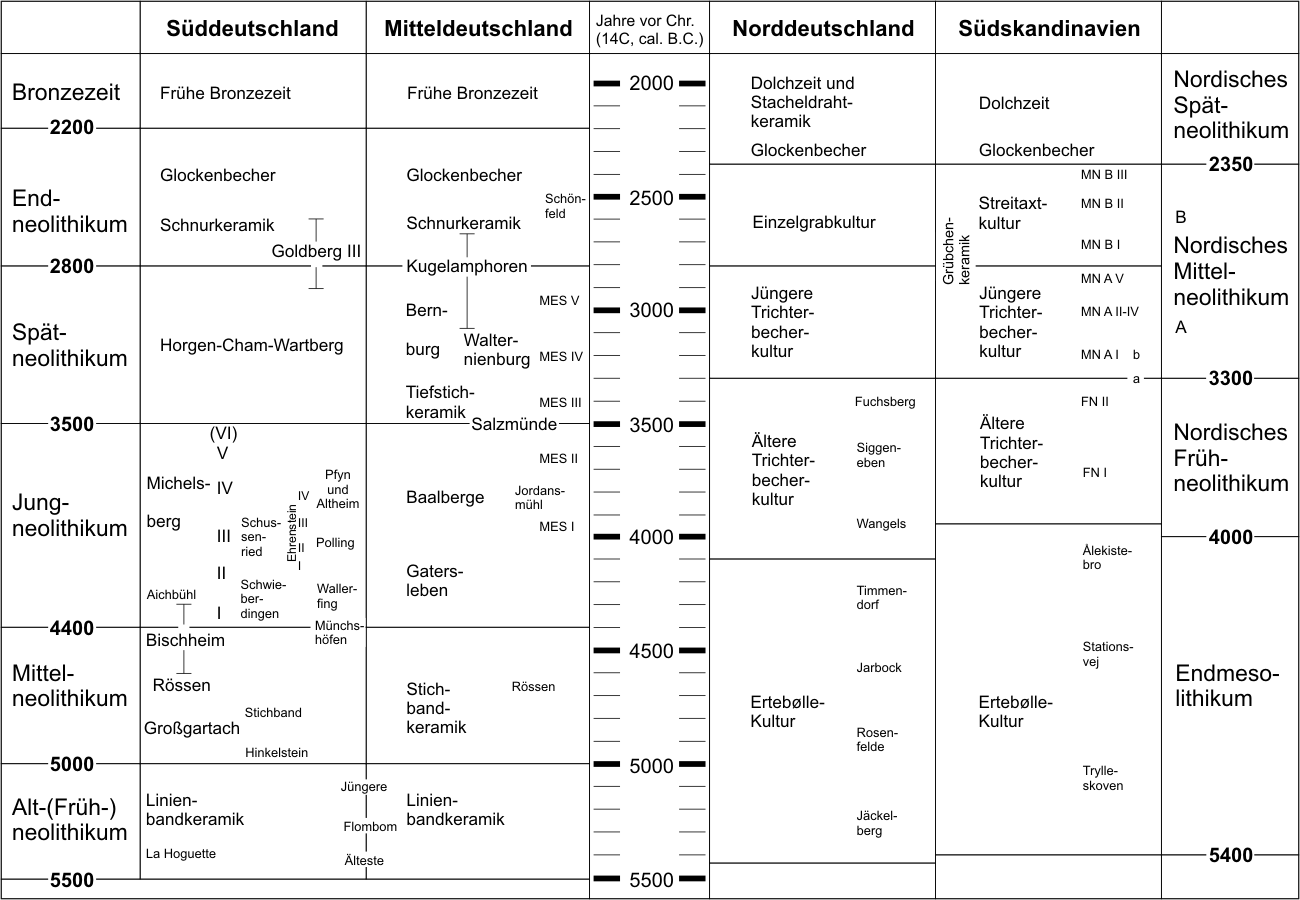
Tabellarische Chronologie Jungsteinzeit und Einzelkulturen: Mitteleuropa und südliches Skandinavien

Sprachgruppen in der Eisenzeit Italiens im 6. Jh. v. Chr. Selbst auf einem relativ kleinen Raum finden sich nun zahlreiche protostaatliche Ethnien.

##### Paläolithische Substrukturierung
Die weiteren, nicht mehr unbedingt relativ-chronologischen und sich mitunter zeitlich und regional überschneidenden Unterteilungen in meist nach Fundorten (gewöhnlich sind es die Erstfundorte, vor allem zunächst Frankreich, nicht unbedingt die wichtigsten), Werkzeugcharakteristika oder Herstellungstechniken benannten Technokomplexe wie Acheuléen, Moustérien, Levallois, Aurignacien, Magdalénien und ihre potentiellen Subepochen (wiederum mit früh, mittel, spät usw.) sind hingegen nicht mehr explizit Teil des zwar materiell definierten, im Grunde aber rein temporal strukturierten Dreiperiodensystems, sondern erweitern es sich regional teils stark auffächernd nach unten zu immer kleineren Subgruppen bzw. „Kultureinheiten“, auch wenn sie zeitlich noch durch die Dreiperiodengliederung eingegrenzt werden. Ausschlaggebend sind für diese Unterteilung nun aber regionale, sich mitunter partiell und lokal überlagernde Technokomplexe, Industrien und Inventare. Gelegentlich können auch kulturelle Phänomene, die allerdings meist sehr schlecht datierbar sind, für die Substrukturierung zusätzlich herangezogen werden. In Europa ist dies zum Beispiel die Frankokantabrische Höhlenkunst des Jungpaläolithikums, in Nordafrika sind es die holozänen Felsbilder der Sahara mit ihren vor allem inhaltlich definierten Zeitstufen (s. dazu Afrika), die in ihrer ersten Phase noch paläolithisch sind (in der letzten Phase sind sie eisenzeitlich und frühgeschichtlich). Auch für Namibia gibt es ähnliche, chronologisch allerdings sehr schwer zu ordnende Felsbildsequenzen. Sie gehören der Buschmannkultur an, also schon inhaltlich einer reinen Jäger-Sammler-Kultur. Das gilt ähnlich auch für andere Felsbildregionen wie etwa die der Aborigines Australiens, die teilweise bis weit in unsere Zeit noch lebendig war.

##### Neolithische Substrukturierung
Besonders im archäologisch viel besser als das Paläolithikum fassbaren Neolithikum aber lassen sich solche Unterperioden dann weiter aufteilen und vor allem regionalisieren, denn es gibt hier nun feste Siedlungsplätze, die sehr viel aussagekräftiger und fundreicher sind als die passageren Lagerplätze der Altsteinzeit (mit Ausnahme der jungpaläolithischen Höhlen). Dabei ist jetzt auch die Verwendung des Begriffs „Kultur“ eher angemessen (mitunter auch neutral „Gruppe“), da man hier sehr viel mehr über die einzelnen Gruppierungen und ihre sozialen und ökonomischen Strukturen weiß, etwa durch Behausungen und deren Einrichtungen, Grubenfunde, charakteristische Keramiken, Haustiere, Verkehrsmittel, Handelsgüter oder Großgeräte wie etwa Pflüge und Transportmittel wie Wagen und Boote sowie die nun vermehrt auftretenden Waffen und Schutzeinrichtungen (etwa Palisaden); und durch Bestattungen weiß man mitunter auch mehr über immaterielle Kulturmerkmale wie den Glauben. Diese häufig durch individuelle Keramikstile unterscheidbaren Gruppen sind derart entsprechend besser fassbar, so dass in manchen Fällen durchaus ein wenn auch noch grobrastriges kulturelles Einzelbild entworfen werden kann, eine Entwicklung, die sich in der Bronzezeit noch massiv verstärkt und auch archäologisch zu immer differenzierteren Vorstellungen von Kultur und Gesellschaft führt.
So gliedert sich etwa das europäische Neolithikum mancherorts, wo derartige Differenzierungen aufgrund der Fundlage möglich sind, in ein Frühneolithikum mit den Unterepochen Alt und Mittel, und in ein Spätneolithikum mit den Unterepochen Jung und End.
Diese umfassen wiederum jeweils einzelne Kulturgruppen, die dann gewöhnlich nach bestimmten Kriterien benannt sind, die entweder lokale, gut von benachbarten Gruppierungen zu unterscheidende Gemeinschaften bezeichnen oder sich an Kulturphänomenen orientieren, die nun in einzelnen Gruppierungen dominieren, sie miteinander verbinden oder voneinander trennen und archäologisch so gut beschreibbar sind, dass sie als Kulturen imponieren:
- Nach Orten wie Michelsberg, Aichbühl, Rössen, Schussenried, Ertebølle, Bromme etc. benannte Gruppen bzw. „Kulturen“;
- Nach bestimmten Keramikcharakteristika wie Linienband-, Stichband- und Schnurkeramik, Glockenbecher, Trichterbecher, Kugelamphoren,
- Nach Bestattungs- und anderen religiösen Bräuchen wie Einzelgrab, Urnenfeld, Hügelgrab, Megalithkultur etc.
- Nach bestimmten Werkzeug- und Waffenmerkmalen wie Streitaxt und Bootaxt, Dolchzeit.

Allerdings sind die neolithischen Phasen und einzelnen Kulturen selbst innerhalb Europas keineswegs zeitlich deckungsgleich. Vielmehr bilden sie regionale Einheiten, die gegeneinander verschoben sein können, wobei die Einzelkulturen keineswegs überall auftreten, wie die folgende Tabelle paradigmatisch für Deutschland und Südskandinavien zeigt. Die neolithische Periodisierung in Ost-, Süd- und Nordeuropa weicht dabei entsprechend der Ausbreitung neolithischer Technologie vor allem von Ost nach West und von Süd nach Nord noch stärker ab.

##### Frühgeschichtlich – geschichtlicher Übergang
Diese noch prähistorisch orientierten Benennungen anhand ausschließlich archäologisch bestimmter Kriterien gehen dann spätestens in der Eisenzeit über in Kulturbezeichnungen von Völkern, also Kelten, Germanen, Skythen, Iberer, Italiker, Illyrer usw., die nun immer präziser als ethnisch-kulturelle Einheiten fassbar werden, vor allem durch die Berichte antiker Autoren bzw. Geographen über sie, die gewöhnlich auch Urheber der Völkernamen waren, die sie entweder von den Völkern direkt und mitunter falsch bzw. unzulässig verallgemeinernd übernahmen oder ihnen selbst gebildete zuordneten (die Kelten und Germanen sind so ein Fall, bei dem heterogene Gruppen künstlich zu einem so nicht existenten „Gesamtvolk“ zusammengefasst wurden).
Bei den alten mediterranen und vorderasiatischen Hochkulturen vor allem der Ägypter, Sumerer, Babylonier, Perser, Hethiter usw. findet man zunächst die Differenzierung nach mitunter noch spät-jungsteinzeitlichen bis frühbronzezeitlichen Lokal- oder Stadtkulturen wie Jericho, Ḫattuša, Çatalhöyük, Ur, Lagasch, Abydos, Byblos usw., die dann später mitunter in historisch belegte Reichsbildungen mündeten oder von ihnen aufgesogen wurden, sofern sie nicht wie das nordwestindische Harappa mit der Induskultur einfach untergingen. Oder aber es entstanden wie im antiken Griechenland politisch großräumig ausgerichtete Stadtstaaten oder Lokalkulturen wie die mykenische Kultur auf dem griechischen Festland oder die minoische Kultur Kretas. Typisch für diese Periode sind vor allem neolithische bis bronzezeitliche Flusstalkulturen, die Vorstufen späterer Großreiche sein können, etwa am Jangtse, Mekong, Nil, Euphrat und Tigris, auch wenn die Entwicklung wie etwa am Mississippi, an der Donau oder am Indus nicht immer so direkt verlief. Ebenso entstanden an Küsten oder küstennah spätere Reiche wie etwa bei den etruskischen Städten des Zwölfstädtebundes oder phönizische Gründungen wie Karthago. Auch Troja gehört in diese noch vor- bis frühgeschichtlich definierte Reihe, obwohl es hier vermutlich enge Verbindungen zu den Luwiern gibt und eine spätere regionalstaatliche Entwicklung ähnlich wie im Falle Karthagos fehlt.

### Andere chronologische Fachbegriffe der Urgeschichts-Archäologie
Prinzipiell unterscheidet man heute in der relativen Chronologie folgende Zeiteinheiten in absteigender Reihenfolge:
1. Epochen (sog. Zeitalter) wie Altsteinzeit, Bronzezeit etc.
2. Perioden wie Mittelpaläolithikum, Ältere Eisenzeit etc.
3. Stufen wie Bronzezeit A, Latène B
4. Phasen, z. B. Hallstatt A1, Latène D2
5. Unter- oder Subphasen, z. B. Bronzezeit A2a, Latène D1a.

Dazu treten dann noch teilweise übergreifend lokale Spezifizierungen wie nordische Eisenzeit, Federmessergruppe usw.

#### Fundhorizont, Kulturschicht
Die Begriffe entstammen der grabungstechnischen Stratigraphie und unterteilen einzelne Inventare weiter, wobei Fundhorizont sich auf eine bestimmte auch als Kulturschicht bezeichnete Fundschicht bezieht, und zwar zunächst im Rahmen einer relativen Chronologie in Bezug auf darunter liegende, also ältere Fundschichten und darüber liegende, also jüngere (bei ungestörter Fundsituation, sog. In-situ-Situation). Mehrere solcher zunächst stets geostratigraphisch von oben nach unten in der Reihenfolge der Freilegung (man kann ja nicht von Anfang an wissen, wie viele es sein werden) arabisch durchnummerierten Schichten bzw. Siedlungsschichten bilden dann eine stratigrafische und chronologische Folge. Nicht damit zu verwechseln ist hier die nach der Grabung sekundär festgelegte kulturhistorische Abfolge, bei der dann die unterste, älteste Kulturschicht die römische Ziffer I erhält, die darüber liegende II usw., die man dann mit a, b, c usw. noch in Unterschichten gliedern kann, wie z. B. in Troja mit 10 Haupt- und über 40 Unterschichten oder in den Frankokantabrischen Höhlen (die Höhle von Isturitz etwa war zwischen 90.000 und 10.000 BP immer wieder länger belegt). Auch die Stratigraphie bei in sich geschlossenen Anschnitten etwa von Abfallgruben kann so bezeichnet werden, da man hier die unterste Schicht schnell bereits im Anschnitt sieht.
Da heutzutage längst dreidimensional gegraben wird, lassen sich alleine dadurch wichtige Aussagen zu Einzelfunden und ihre Beziehungen untereinander im selben Horizont machen. Wenn man Glück hat, und Holzkohlen findet, etwa als Rest einer Feuerstelle oder in Höhlen von Farbresten oder wenn auch selten und meist nur in Feuchtbodensiedlungen, andere organische Reste, dann ist sogar mit Hilfe der Radiocarbonmethode eine absolute Datierung dieser Schicht möglich (sofern sie noch im Messbereich der RC-Methode von maximal 50.000 Jahren liegt).

#### Stufe und Gruppe
Von einem solchen örtlichen Fundhorizont, auch mehreren aufeinander folgenden, die typische Leitformen gemeinsam haben, lässt sich dann mitunter eine Stufe bzw. Kulturstufe ableiten, die in Beziehung zu einer übergeordneten Industrie oder einem Technokomplex bzw. einer Großgruppe oder lokalen Gruppe steht, z. B. die Ahrensberger-Stufe als Teil der Stielspitzengruppe (genauer: Stielspitzen-Industrie) oder die drei lokalen Untergruppen der Federmesser-Gruppe, die wiederum beide späte Untergruppierungen des spätpaläolithisch-frühmesolithischen Technokomplexes sind. Das ist insbesondere dann interessant, wenn am selben Fundplatz, wie vor allem in Höhlen oder Abris nicht selten, eine Sequenz gefunden wird, die einen sehr langen Zeitraum mit verschiedenen Stufen und unterschiedlichen Leitformen umspannt, an den Kalambo-Fällen des südöstlichen Zentralafrika etwa 250.000 Jahre. Die Schichtenfolge der Olduvai-Schlucht bietet sogar ein Zeitpanorama, das sich über 1,9 Millionen Jahre erstreckt, in dessen 100 m mächtige Schichtensequenz sich zwischen Bed I bis Bed V die menschliche Evolution vom Australopithecus bis zum Homo erectus und Homo sapiens verfolgen lässt, ebenso die Werkzeugentwicklung zwischen frühem und entwickeltem Olduwan (Bed I und II), frühem und spätem Acheuléen (Bed III und IV) und Late Stone Age (Bed V).

### Sprachliche Varianten und Abkürzungen

#### Sprachliche Varianten der Terminologie
Was die englische oder französische Sprachform der spezifischen archäologisch definierten Komplexe, Industrien oder Inventare angeht, also Acheuléen oder Acheulean, so bevorzugt man für die nach französischen oder anderen europäischen Orten und nach geologisch-paläontologischen Vorbildern benannten Komplexe bzw. Industrien etc. eher die französische Form -en/-ien (außer natürlich in den englischsprachigen Ländern), ansonsten sind international eher die englischsprachigen Ableitungen gebräuchlich. Vor allem bei den Großperioden fehlen fachsprachlich mitunter auch die Ergänzung -Komplex, -Industrie, -Inventar etc., und dafür treten quasi abkürzend die Endungen ien/-en/-an/-ian ein, etwa bei Olduwan, Acheuléen, Micoquien, Sangoan, Lupemban. In der wissenschaftlichen Fachliteratur werden mitunter auch lokale Inventare so abgekürzt, also Debban, Shamarkhian, Fayyumian, Ténéréan, Silsilian usw. (auch um die öfters umstrittene oder unklare Festlegung auf „Komplex/Industrie/Inventar“ zu vermeiden). Allerdings klingt im Deutschen die Ableitung auf -ien mitunter etwas schwerfällig oder sonderbar, so dass man gelegentlich in solchen Fällen auch einmal statt z. B. Hamburgien (so z. B.) Hamburger Kultur sagt. Andererseits ist etwa Pavlovien, eine mährisch-österreichische Variante des Gravettien, durchaus üblich. Allerdings wird hier empfohlen, statt etwa Ahrensburger Kultur neutraler Ahrensburger Stufe oder besser noch nach dem Werkzeugtyp Stielspitzengruppe „Gruppe“ zu sagen. Fiedler empfiehlt aber hier ausdrücklich die Verwendung von „Technokomplex“ und „Industrie“.

#### Abkürzungen der ur- und frühgeschichtlichen Chronologie
- v. Chr., BC: Die Angabe „vor Christus“ (in englischen Publikationen BC) ist üblicherweise auf das Neolithikum und später beschränkt, da sie bei Zeitangaben wie 1,5 Millionen Jahre v. Chr. mehr oder weniger sinnlos ist und eine falsche Genauigkeit suggeriert. Auch für das Mesolithikum ist die Zeitangabe v. Chr. sinnvoll und üblich, da es nach dem Ende der Eiszeit in Mitteleuropa im Holozän den Zeitraum zwischen 8000 und 4000 v. Chr. überdeckt und regional unterschiedlich, dazu oft relativ früh ins Neolithikum mündet. Entsprechend verfahren Phillipson, Cunliffe und Clark; andere Autoren wiederum, z. B. der australische Afrika-Archäologe Graham Connah, verwenden durchgehend selbst in historischen Zeiten (etwa Altes Ägypten) die Formulierung „vor … Jahren“ (also BP, allerdings mit dem Stichjahr 1950) und vermeiden die christliche Zeitrechnung völlig. Andererseits findet man mitunter die Angabe „v. Chr.“ sogar noch[70] für das Mittelpaläolithikum und noch häufiger für das Jungpaläolithikum. Das hat zwar den Vorteil, dass es vor allem in enzyklopädischen Übersichten keine allzu großen Brüche bei den Zeitangaben gibt, jedoch sind in beiden Fällen die altpaläolithischen Angaben „v. h.“ oder „vor … Millionen Jahren“ gebräuchlich, so dass der chronologische Bruch hier eben zwischen Alt- und Mittelpaläolithikum bzw. Mittel- und Jungpaläolithikum stattfindet.
- BP, v.h.: Vorneo- bzw. vormesolithische Zeitangaben werden daher mit der Abkürzung „BP“ (Before Present) bzw. „v. h.“ (vor heute) versehen, die vom Basisjahr 1950 zurückgerechnet wird (aus Rücksicht auf die entsprechend korrelierte Radiokarbondatierung = RC-Datierung) und damit 1950 Jahre mehr angibt als „v. Chr.“ Die Zeitangaben werden vor allem in Grafiken und Tabellen mitunter als TJ oder in englischen Publikationen mit kY (Tausend Jahre bzw. kilo years) abgekürzt (also 80 TJ/kY = 80.000 Jahre). Da "BP" jedoch ursprünglich und korrekt für unkalibrierte 14C-Datierungen geprägt wurde, bedarf er wegen der verbreiteten unterschiedlichen Verwendung in jeder wissenschaftlich korrekten Arbeit einer Definition.
- BCE, v. u. Z., v. d. Z.: Vor allem im angelsächsischen Sprachraum findet man häufig die religiös neutrale Abkürzung BCE (bzw. CE) mit der Bedeutung „Before Common Era“ und „Common Era“ (vor/nach der christlichen Zeitrechnung). Sie entspricht der in der DDR verbreitet gewesenen, deutschsprachigen Abkürzung v. u. Z. (vor unserer Zeitrechnung). In Frankreich gilt für „vor Christi Geburt“: „avant/après notre ère“ (ANE), „Avant Jesus-Christ“ (Av. J-C.). Auch „L’ère commune“ (ÈC) ist üblich. Die islamische Zeitrechnung A. H. für Anno Hegirae[71] ist hingegen für wissenschaftliche und andere säkulare Zwecke unbrauchbar, da sie auf dem Mondjahr beruht (dieses ist elf Tage kürzer als das Sonnenjahr) und nicht durch Schaltelemente korrigiert wird. Im Judentum ist die Bezeichnung v. d. Z. (vor der Zeitrechnung = v. Chr.) oder n. Z. (neue Zeitrechnung = n. Chr.) üblich. Der religiöse jüdische Kalender ist hingegen wie der islamische nicht für säkulare Zwecke geeignet, obwohl dessen Mondjahrzyklus durch einen Schaltmonat Adar II an das Sonnenjahr in Abständen angepasst wird. Er beginnt zudem bezogen auf 2012 n. Chr. vor 5772 Jahren, also im Jungneolithikum. Für andere historische Kalender (sogar für den äußerst genauen der Maya) gelten vergleichbare Einwände.
- EU-Norm: Die verbindliche Datumsnorm (EN 28601) ist in der Archäologie bisher nicht üblich. Sie lehnt sich an die christliche Zeitrechnung an, arbeitet aber ohne weitere Abkürzungen mit positiven und negativen Vorzeichen und rechnet das Jahr Null heraus, das bei der Etablierung der christlichen Zeitrechnung noch nicht bekannt war,[72] so dass die nachchristliche Zeitrechnung mit +1 beginnt, die vorchristliche mit −1, wobei ein Jahr zwischen +1 und −1 rechnerisch entfällt. Also ist 20 v. Chr. (alt) = −19; 2000 n. Chr. (alt) bleibt hingegen +2000.
- RC: Damit wird die Radiocarbondatierung bezeichnet. Enthält sie die Zusatzbezeichnung cal/BCE, cal./BC oder kalib. v. Chr., ist sie auf Kalenderjahre (Sonnenjahre) umgerechnet (kalibriert).

## Fundsystematik

### Hauptkategorien urgeschichtlicher Quellen nach ManfredK.H.Eggert
Das Prinzip des geschlossenen Fundes ist inzwischen eine der grundlegenden Prämissen bei Ausgrabungen und deren Bewertung. Es bedeutet, dass mindestens zwei Objekte eine Gleichzeitigkeit aufweisen müssen, also entweder in einer Bestattung o. ä. deponiert oder in Bauten eindeutig aufeinander bezogen sind.
Neun Hauptkategorien werden bei ur- und frühgeschichtlichen Funden unterschieden:
1. Einzelfunde: Sie sind vor allem als Oberflächen- und Streufunde, als die sie vor allem paläolithisch meist auftreten, schwer zuzuordnen und kaum oder nur sehr grob zu datieren. Zudem sind die Fundumstände oft unklar. Archäologisch sind sie daher meist, da nicht in situ, von geringem Wert. Eine Ausnahme bildet die Feldarchäologie, wo sie statistisch erfasst werden. Auch Keramikfunde können durch ihr Dekor mitunter datiert und zugeordnet werden.
2. Bestattungen: Hier sind verschiedene Aspekte zu unterscheiden:
  1. Gestörte oder ungestörte Bestattung? Auch das Fehlen jeglicher Bestattungen ist relevant.
  2. Der Bestattungsritus, etwa liegend, hockend, Ausrichtung, Körper- oder Brandbestattung, Körperteile usw. Es lassen sich hier bereits, wenn auch vorsichtig, Folgerungen über die soziale und religiöse Welt ziehen.
  3. Grabbeigaben, z. B. Blumen, Keramik, Waffen, Schmuck, evtl. sofern erhalten, Kleidung. Sie sind die wichtigsten Funde, da sie sowohl über den Status des Toten wie auch sein kulturelles und ökonomisches Umfeld Aussagen erlauben.
  4. Bestattungsform: Einzel-, Doppel-, Mehrpersonenbestattung, Sekundärbestattung, Ossuar, Massengrab etc.
  5. Grabform: Flach-, Hügel-, Fels-, Großstein-, Kammergrab. (Eggert unterscheidet allein hier 28 Typen).
  6. Grabort: Der soziale Kontext wird hier deutlich, also Grabfeld oder Einzelgrab, Siedlungsbestattung im Wohnumfeld, Höhlengrab usw.
  7. Sonderbestattung: Hier werden alle Fälle subsumiert, die nicht in das obige Schema passen.
3. Lagerplätze, Höhlen, Abris und Siedlungen: Die ersten drei Formen sind typisch für die Altsteinzeit, die letzte ist neolithisch (oder mitunter auch schon mesolithisch) und später. In ihr lassen sich entsprechend wesentlich umfangreichere Befunde erheben als in den mit Ausnahme von Höhlen nur sporadisch aufgesuchten Plätzen. Vor allem die Feuchtbodenarchäologie bietet hier wegen der guten Erhaltungsbedingungen für biologische Materialien große Möglichkeiten der Befundung und Analyse auch ökonomisch-sozialer Bedingungen, indem man etwa die Haus- und Dorfstruktur untersucht, die Bauweise und eventuelle Verteidigungsanlagen (Palisaden, Wälle usw.) sowie die Dauer der Besiedlung feststellt. Aufschlussreich und neolithisch recht häufig sind auch Abfallgruben.
4. Horte (Deponierungen): Zwar werden hier Objekte gefunden, die gleichzeitig deponiert wurden, also geschlossene Funde darstellen, es kann sich dabei jedoch auch um wiederholte Deponierungen handeln und somit um nichtgeschlossen Funde, zu denen noch die Einzelfunde kommen, sofern eine Deponierung dabei eindeutig ist (etwa in Gräbern oder sog. Einstückhorten). Die funktionale Analyse ist hier aber schwierig.
5. Kultstätten: Darunter fallen alle Fundplätze, die einmal eine Rolle im religiös-kultischen Bereich gespielt haben. Das können sog. heilige Orte mit und ohne assoziierte Grabstätten sein. Die Deutung als Kultstätte kann mitunter vor allem bei reinen Naturheiligtümern heikel sein. Potentielle Opferungen können eine Rolle bei der Zuordnung spielen.
6. Werkplätze: Hier sind bei der Interpretation wiederum mehrere Aspekte zu unterscheiden.
  1. Orte der Rohmaterialgewinnung: Feuerstein etwa wurde bereits in der Altsteinzeit im Tagebau, gelegentlich aber auch schon bergmännisch gewonnen und über sog. Feuersteinstraßen gehandelt.
  2. Rohmaterialverarbeitung: Erkennbar an den Resten dieser Aktivitäten, etwa Rohmaterialdepots, Abschlägen, Kernen, defekten oder missglückten Exemplaren usw. mitunter aber auch an größeren Inventaren fertiger Werkzeuge.
  3. Gewinnung und Aufbereitung tierischer Nahrung: Paläolithisch vor allem sog. Schlachtplätze, neolithisch Pferche, Reusen usw.
  4. Gewinnung, Speicherung und Aufbereitung pflanzlicher Nahrung: Anpflanzen und Speicherung ausschließlich neolithisch und später, also Felder, Wassergruben usw., aber auch Backöfen, wie sie in Feuchtbodensiedlungen oft gefunden werden.
7. Verkehrsmittel und -einrichtungen: Neolithisch Räder, Wagen und Boote sowie ständig genutzte Wege, Anlegestellen, Dämme, Brücken etc. Besonders gut in Feuchtbodensiedlungen nachweisbar, in denen man oft sehr lange Bohlenwege und Brücken findet sowie Knochen von Zugtieren.
8. Fels- und Höhlenbilder: Sie sind besonders schwer zu datieren (vgl. Felsbilder der Sahara und Frankokantabrische Höhlenkunst). Bei Holzkohleresten gelingt die Radiokohlenstoff-Datierung, sonst ist man auf inhaltliche oder typologische Kriterien der Malereien angewiesen, wie etwa von André Leroi-Gourhan und anderen für die frankokantabrischen Höhlen systematisiert.
9. Sonstige: Hierher gehören potentielle Schlachtfelder, seltene Großfunde wie Ötzi, die zahlreich in verschiedenen lokalen Formen vorkommenden Menhire und vergleichbare Steininstallationen, Moorleichen und Flussfunde etwa aus verlandeten Flussbetten.

### Die Differenzierung der Fundkomplexe nach John Desmond Clark
John Desmond Clark differenziert im 1. Band seiner Cambridge History of Africa folgende archäologisch konzipierte Abstufungen prähistorischer Fundkomplexe in absteigender Reihenfolge und Wertigkeit:
- Technokomplex
  - Industrie
    - Inventar.

#### Problematik der Anwendung
Diese Abstufungen gliedern ungefähr gleichzeitige Befunde nach ihrer regionalen und überregionalen Wertigkeit und kontextuellen Bedeutung. Sie sind in diesem Sinne innerhalb einer großräumigen Fundsituation relativistisch aufeinander bezogen, weisen jedoch oft Querverbindungen zu anderen Fundsituationen auf, so dass eine horizontale wie vertikale Trennung nicht immer gelingt oder eindeutig ausfällt. Dies erklärt die häufige Heterogenität ihres Gebrauchs in der wissenschaftlichen Literatur, vor allem bei der besonders außereuropäisch mitunter dürftigen Fundlage. Das führte und führt oft zu abweichenden Interpretationen einzelner Forscher und/oder, vor allem bei unklaren Fundzusammenhängen und Datierungen, zu dem Eindruck, die drei Begriffe Technokomplex, Inventar und Industrie, dazu gelegentlich auch Kultur (s. oben Kulturbegriff) seien in gewissem Sinne synonym. Aber auch unterschiedliche lokale Traditionen an Instituten und Universitäten spielen hier eine Rolle. Überdies wird die Unterscheidung oft nicht konsequent gehandhabt, und es wird mitunter nur einheitlich und undifferenziert von „Industrie“ gesprochen. Dennoch gelten die drei Begriffe allgemein für eine Grobstrukturierung als nützlich, sofern ihr Gebrauch in sich systematisch und schlüssig ist. (Zur Definition von Kultur, Technokomplex, Inventar und Industrie in der Archäologie der Urgeschichte vgl.)

#### Technokomplex
An die Stelle von „Kultur“ tritt als wertfreier, sprachlich korrekterer und eindeutigerer Ersatz der Begriff „Technokomplex“ oder auch ganz einfach „Komplex“, etwa Acheuléen-Komplex, der verdeutlicht, dass es sich hier nur um wenn auch lange, oft viele hunderttausend Jahre währende, allgemeine und übergeordnete Charakteristika von großen Werkzeug-Komplexen und ihrer Herstellungstechniken handelt, etwa Geröllgeräte, Kerntechnik, Abschlagtechnik, Levalloistechnik oder Klingentechnik, die in Methodik, Form und Stil bestimmte Charakteristika gemeinsam haben. Mitunter sagt man hier aber auch ganz einfach Olduwan, Acheuléen, Moustérien, Sangoan, Lupemban usw. Auch der Begriff „Tradition“ ist in diesem Sinne gebräuchlich, wenn man vor allem auf typische Werkzeuge abheben möchte, z. B. „Faustkeil-Tradition“. Die drei wichtigsten südafrikanischen Komplexe des Middle Stone Age nach Clark sind z. B. Pietersburg, Bambata und Howieson’s Poort.
Im Deutschen, etwa bei Müller-Karpe, der auch noch „Kultur“ verwendet, findet sich für Komplex häufig auch die Bezeichnung „Gruppe“, also z. B. Federmesser-Gruppen.

#### Industrie
Man kann dann weiter unterteilen in einzelne regionale Ausprägungen eines Technokomplexes, in „Industrien“. Der als relativ wertneutral geltende Begriff wurde aus dem Angelsächsischen übernommen (die Encyclopedia Britannica verwendet ihn fast allgemein und unterschiedslos). Er bezeichnet zunächst vor allem rohstoffbezogene oder herstellungsbezogene und damit überregionale Fundgruppen einzelner Artefaktklassen (z. B. Knochen-Industrie, Klingen-Industrie), die wie schon die Komplexe nach den Hauptfundstellen benannt sind, z. B. Fauresmith-Industrie als südafrikanische Variante des Spätacheuléen bzw. Sangoan und/oder Lupemban. Der Begriff ist, nicht zuletzt oft bedingt durch eine spärliche Fundlage, allerdings besonders unscharf und wird daher häufig auch statt „Technokomplex“ gebraucht, ist aber zeitlich wie lokal enger begrenzt als dieser. So ist etwa die Tschitolian-Industrie eine weitgehend jungpaläolithische Industrie des Later Stone Age im westlichen Zentralafrika und vor allem im ohnehin fundarmen Kongobecken um 15.000 BP präsent mit potentiellen Beziehungen zum vorangegangenen Lupemban. Entsprechend findet man diesen Zwischenbegriff häufig synonym zu „Technokomplex“, da hier besonders stark individuelle Bewertungskategorien eine Rolle spielen. Auch ein Übergang zu „Inventar“ ist möglich (s. u.)

#### Inventar

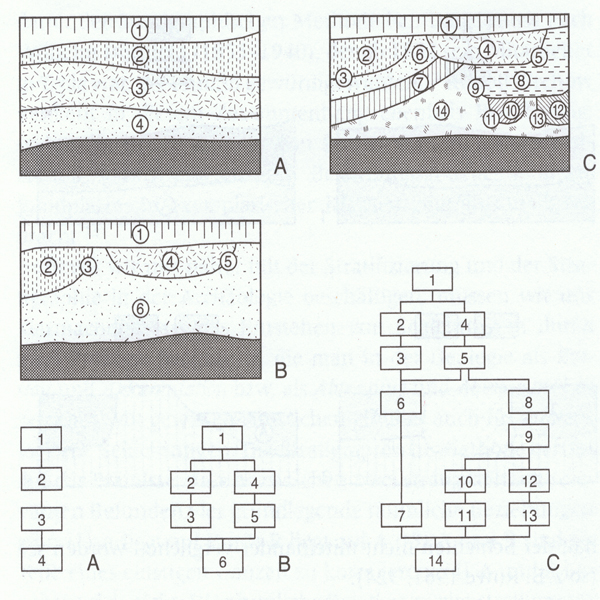
Stratigraphische Fundsituationen in ungestörter und gestörter Lage und die Beziehungen der Schichten zueinander

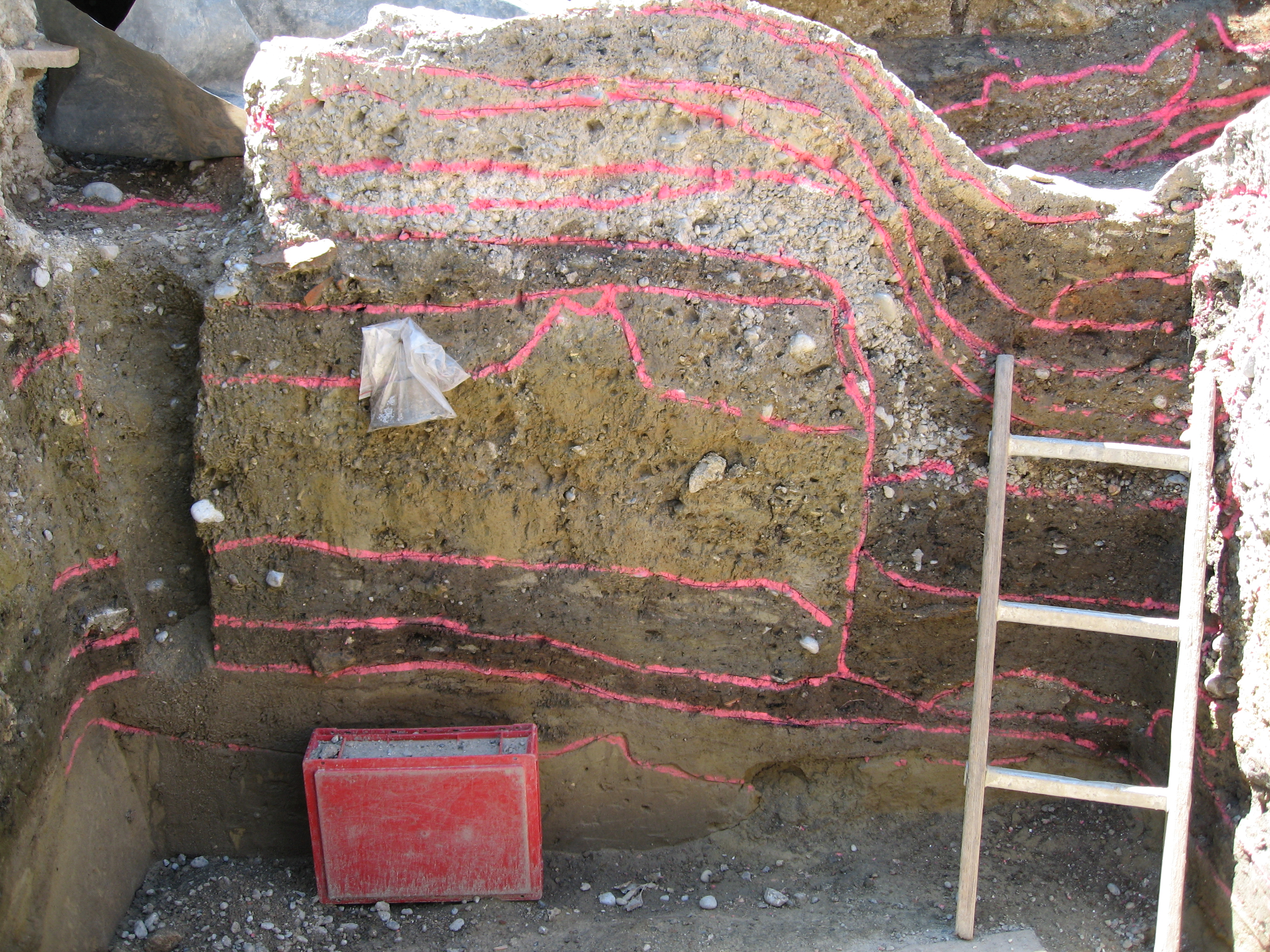
So sieht das in der Praxis aus; hier: Schichtengrabung in Augsburg, Inneres Pfaffengässchen.

Eine dritte Untergruppierung stellen dann die früher als Varianten, Assemblage, Fazies oder Phasen, jetzt gewöhnlich als lokale „Inventare“ bezeichneten Kleingruppen unterschiedlicher Fundtypen in einzelnen oder wenigen, dicht beieinander liegender Fundstellen dar, die örtliche Fundzusammenhänge charakterisieren, sogenannten Stationen, die zum Beispiel wie in Oberägypten zwischen 16.000 und 10.000 BP mitunter auch fälschlich als Industrien bezeichnet werden, obwohl sie keinerlei spezifische kulturelle, ökonomische oder soziale Besonderheiten im ethnografischen Sinne aufweisen, die sie von anderen Inventaren der Region so abheben, dass die Bezeichnung gerechtfertigt wäre. Der Begriff kennzeichnet also ein Spektrum bestimmter ausgewählter Steingeräte-Typen („lithisches Inventar“), sog. „Leitformen“, das innerhalb einer Industrie oder eines Komplexes wiederholt angetroffen wurde, z. B. Chopper (Olduwan), Faustkeile (Acheuléen), Blattspitzen (Solutréen), Stielspitzen (Atérien), Mikrolithen (Mesolithikum) usw. Diese Leitformen spielen dabei eine wichtigere Rolle als die allgemeinen, fast stets ebenfalls aufgefundenen, aber unspezifischen Geräte und lithischen Objekte wie Schaber, Abschläge oder Kerne. Solche ähnlichen Formengruppen lassen sich dann wiederum zu Industrien oder auch Technokomplexe zusammenschließen, die eine übergeordnete Bedeutung haben. Dabei sind dann auch begrenzt Aussagen über Umwelt, Ökonomie, Rohstoffsituation, Gruppengröße, Aufenthaltsdauer usw., evtl. sogar das Klima möglich, die dann zu der lokalen Geräteproduktion in Beziehung stehen könnten.

## Werkzeugklassifikation
Die Klassifikation ist ein unerlässliches Grundprinzip jeglicher Befundung. In der prähistorischen Archäologie sind und waren dabei mehrere unterschiedliche Systeme geläufig, mit deren Hilfe Merkmale geordnet und in ein System gebracht werden können, die ja in Funden meist komplex auftreten. Klassifikation kann analytisch oder synthetisch erfolgen, also absteigend sezierend oder aufsteigend integrierend. Beides sind allerdings nur kognitive Wege zur Klassifikation, nicht Klassifikation selbst, denn sie unterscheiden sich nur durch die Wahl der Betrachtungs- und Ausgangsebene. Dazu treten dann noch vorwiegend heuristische Gesichtspunkte mit ihrer interpersonalen, aber auch geistesgeschichtlichen Variabilität. (Man erinnere sich etwa an die Deutungen archäologischer Funde als nordisch, arisch, germanisch usw. im Dritten Reich etwa im Bereich der Pfahlbauten)
Eine Klassifikation orientiert sich vor allem an zwei Kriterien: dem Merkmal und dem Typ:
1. Unter Merkmalen versteht man Charakteristika, die als Vergleichseinheiten dienen können und damit die Differenzierung oder Zusammengruppierung von Teilmengen dieser Phänomene gestatten.
2. Unter Typ versteht man eine fixe Kombination von Merkmalen, die eine Gruppe von spezifischen Erscheinungen kennzeichnet.

Neben die rein deskriptiven treten dann jeweils noch chronologische, funktionale und regionale sowie direkt inventarbezogene Aspekte sowie statistische Methoden.
Die beiden anschließend dargestellten Systeme sind jeweils Vertreter eines der beiden Kriterien: die erste, die Mode-Klassifikation, ist vor allem ein Vertreter der Typ-Klassifikation, die zweite hat vor allem artefaktmorphologische Merkmale als Grundlage.

### DieMode-Klassifikation nach Grahame Clark
Eine übergeordnete prähistorische Einteilung des Altpaläolithikums auf typologischer Basis bietet die Mode-Klassifikation, wie sie Grahame Clark 1969 vorgeschlagen und John Desmond Clark übernommen hat und die bis heute vielfach in Gebrauch ist (z. B. bei Phillipson). Sie bündelt die gängigen Begriffe wie Abschlag-, Klingen- oder Kerntechnik, Levallois, Mikrolithen usw. unter Vermeidung lokalspezifischer Zuweisungen in einem grob chronologischen System, das ausschließlich Werkzeugformen und -techniken als Einteilungskriterien verwendet. Diese in der Praxis gut handhabbare Systematik wurde zwar vor dem Hintergrund der europäischen und levantinischen Kulturfolgen entworfen, eignet sich aber auch für den subsaharischen Bereich und ist sogar weltweit anwendbar, da sie die Fallgruben des konventionellen Periodenalter-Systems ebenso vermeidet wie die enge Bindung an Industrie-Phasen mit finiten Zeitperioden und in geringerem Ausmaß auch die diskontinuierliche Stückelung von industriellen und kulturellen Entwicklungsprozessen. Sie hat zudem den Vorteil, den oben dargestellten Unschärfen dadurch aus dem Wege zu gehen, dass auf phasenhaft starre Einteilungen zugunsten einer kontinuierlichen chronologisch-evolutionären Einteilung der hauptsächlichen Werkzeugtypen ganz verzichtet wird. Vor allem zeigt sich hier, dass Elemente der Werkzeugherstellung früherer Zeiten sich neben neueren Entwicklungen weiter gehalten haben, mehrere m-Typen also nebeneinander existieren können, vor allem, was einfache Techniken angeht, die zeitlich regelrecht durchlaufen, wobei mitunter sogar rückläufige Tendenzen zu beobachten sind. Der Grad der Anpassung älterer Techniken bei gleichbleibender ökonomischer Subsistenzstrategie hat eindeutig Bedeutung für diese Kontinuität, von der man dann erwarten darf, dass sie signifikante Unterschiede zwischen benachbarten Bereichen und vergleichbaren Umweltbedingungen zeigt. Die Erkenntnis dieses Phänomens liefert einerseits den Rahmen für ein neues Verständnis der menschlichen Werkzeugentwicklung.
Ihr Nachteil ist entsprechend, dass sie die Unterteilung und Definition einer adäquaten kulturellen Nomenklatur-Stratigraphie mit in sich abgeschlossenen Abteilungen erschwert. Dennoch stellt Clarks Werkzeug-Taxonomie ein nützliches Instrument bei der Bestimmung einer vorherrschenden Werkzeug-Industrie dar, zumal es die veralteten chronologischen Implikationen des herkömmlichen Nomenklatur-Systems vermeidet.
Dabei gibt es 5 Gruppen des Paläolithikums von m1 bis m5:
1. m1: End-Pliozän und unteres Pleistozän, Altpaläolithikum bzw. Early Stone Age. Der Olduwan-Komplex mit den typischen unspezialisierten Geröllgeräten (sog. Chopper), groben Schabern, Sphäroiden und einseitig bearbeiteten Werkzeugen, die in einer späteren Phase durch wenige grobe Zweiseiter (Faustkeil, bzw. Biface) ergänzt werden. Die kleineren Abschlaggeräte sind etwas variantenreicher.
2. m2: Der Acheuléen-Komplex: Altpleistozän und Mittelpleistozän. Zweiseitige Werkzeuge, vor allem Faustkeile und Cleaver, dazu gut gearbeitete kleine Schaber und Ahlen neben den m1-Geräten des Olduwan.
3. m3: Mittelpaläolithikum bzw. Middle Stone Age. Abschlagwerkzeuge aus vorbereiteten radialen und anderen Kernen in Levalloistechnik.
4. m4: Druck- und Punchtechnik mit steilen Retuschen zur Klingenherstellung. Die reine m4-Technik ist im subsaharischen Afrika eher selten und findet sich vor allem in Ostafrika und am Horn von Afrika sowie in der südlichen Sahara.
5. m5: An einer Seite abgestumpfte Mikrolithen vor allem bei geschäfteten und Kompositgeräten. Im Gegensatz zu m4 ist m5 in Afrika vor allem im Later Stone Age und in Europa jungpaläolithisch weit verbreitet, wobei m5 in Afrika auch subsaharisch weltweit am frühesten angetroffen wird, und zwar bemerkenswerterweise mit den frühesten Fossilfunden des anatomisch modernen Homo sapiens, so dass diese Befunde möglicherweise die Out-of-Africa-Hypothese zusätzlich stützen.[92] Die meisten Werkzeuge des Jungpaläolithikums bzw. Later Stone Age gehören diesem Typ an, der mitunter als Voraussetzung für die Entwicklung der neuen Methoden der Nahrungsmittelproduktion des Neolithikums gilt.

Das Neolithikum wird von der mode-Klassifikation nicht mehr erfasst, auch wenn sich vor allem m5 mit zahlreichen Verwendungen von Mikrolithen dort weiter fortsetzt.

Mode 1 bis Mode 5 und Neolithikum: Repräsentative Werkzeugtypen
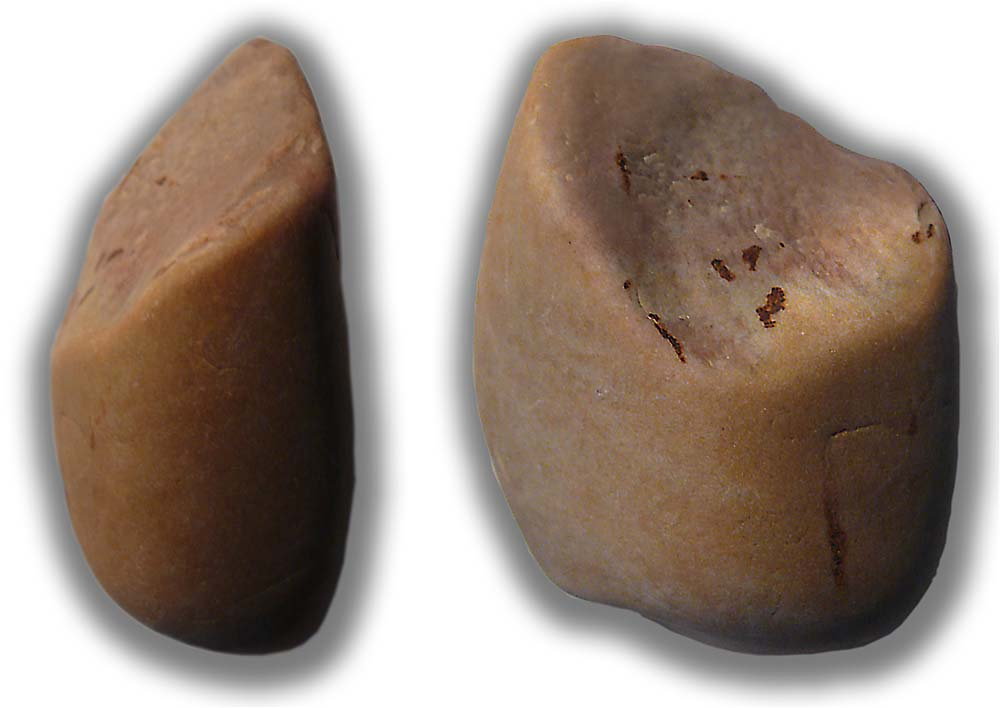
mode 1 Altpaläolithischer Chopper, Quarzit, aus einer Flussterrasse des Douro, Spanien.
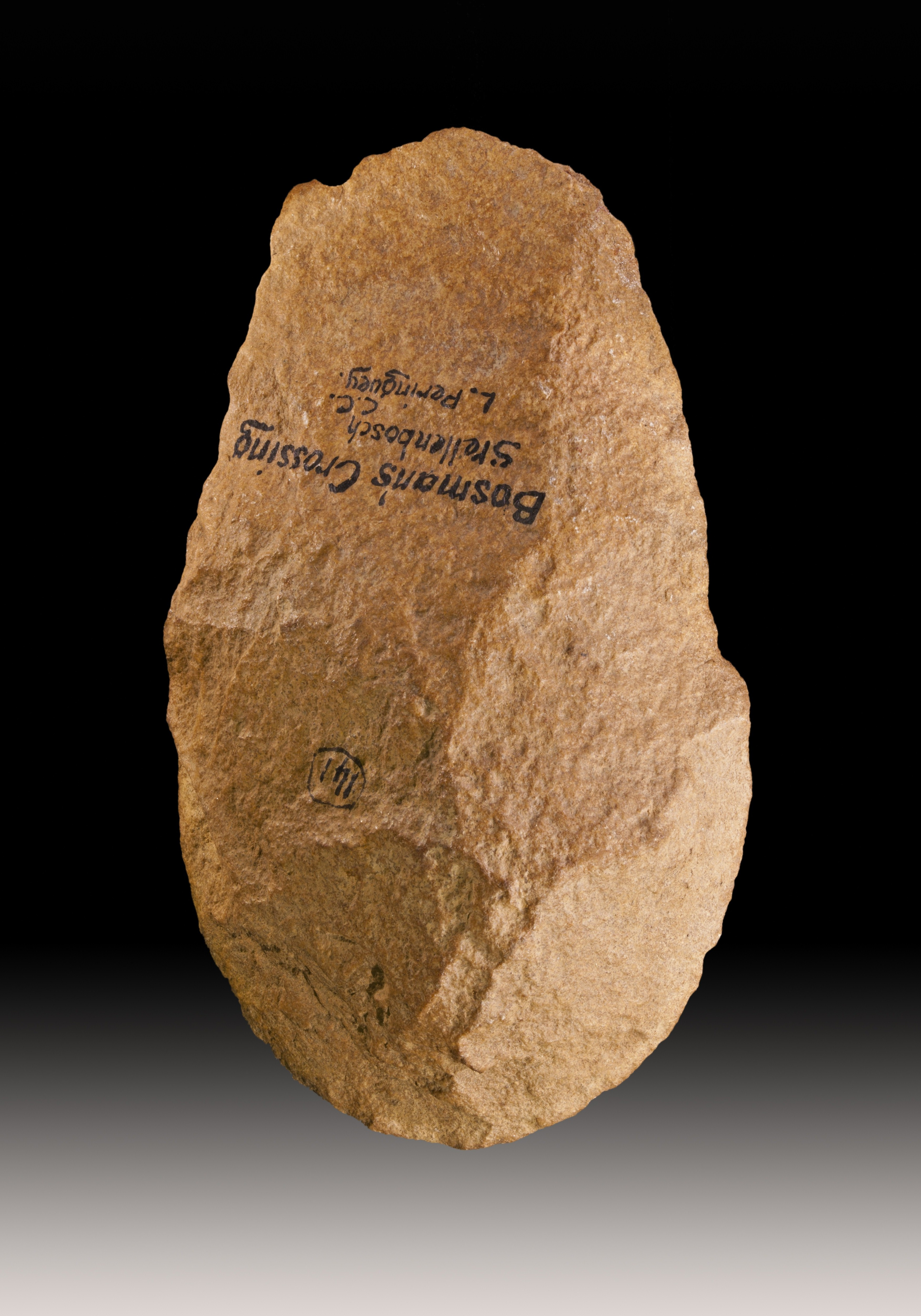
mode 2 Mittelpaläolithischer (Middle Stone Age) Faustkeil aus der Stellenbosch-Industrie, Südafrika.
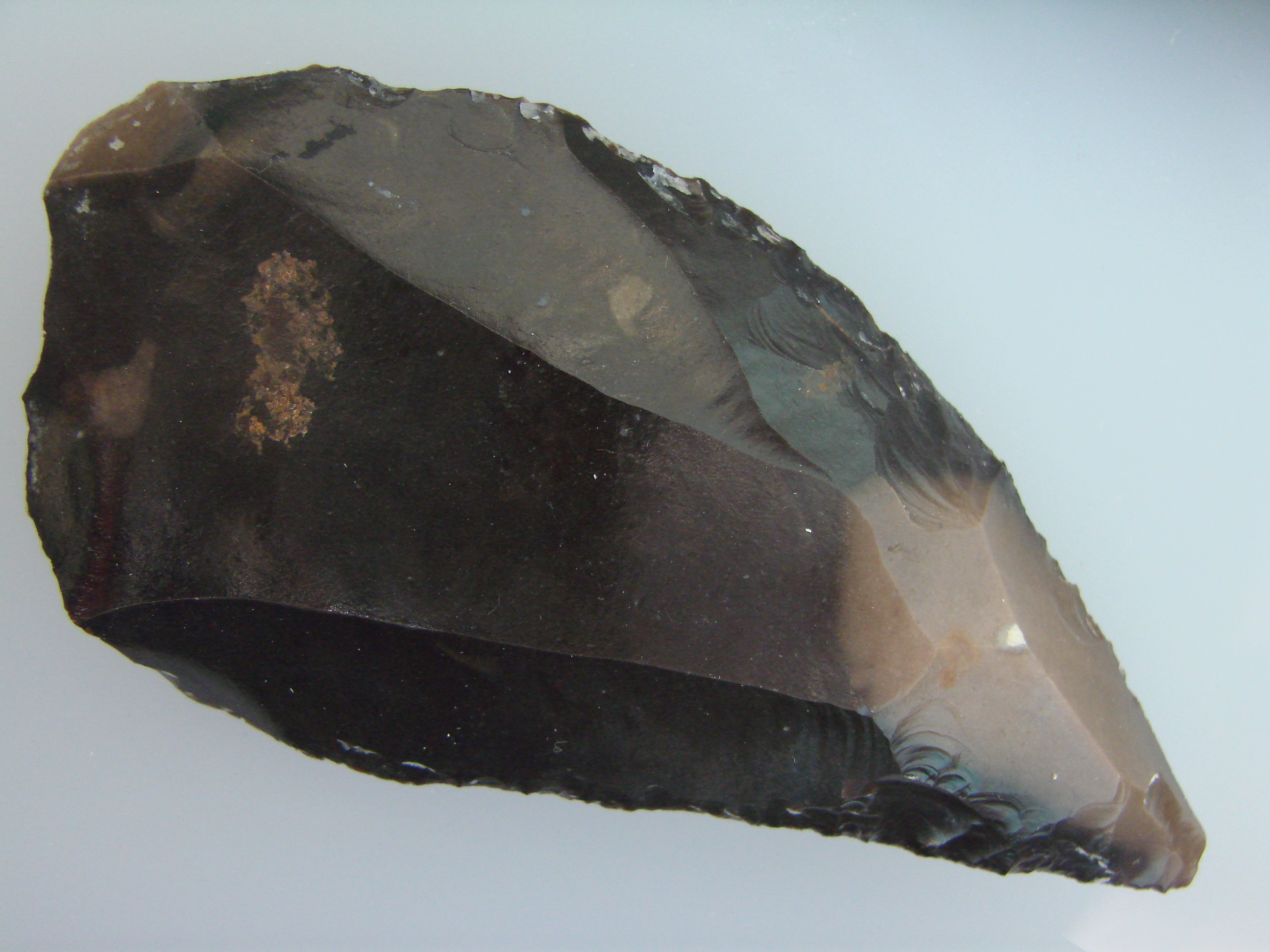
mode 3 Mittelpaläolithische bis jungpaläolithische Spitze in Levallois-Technik des Moustérien in Syrien.
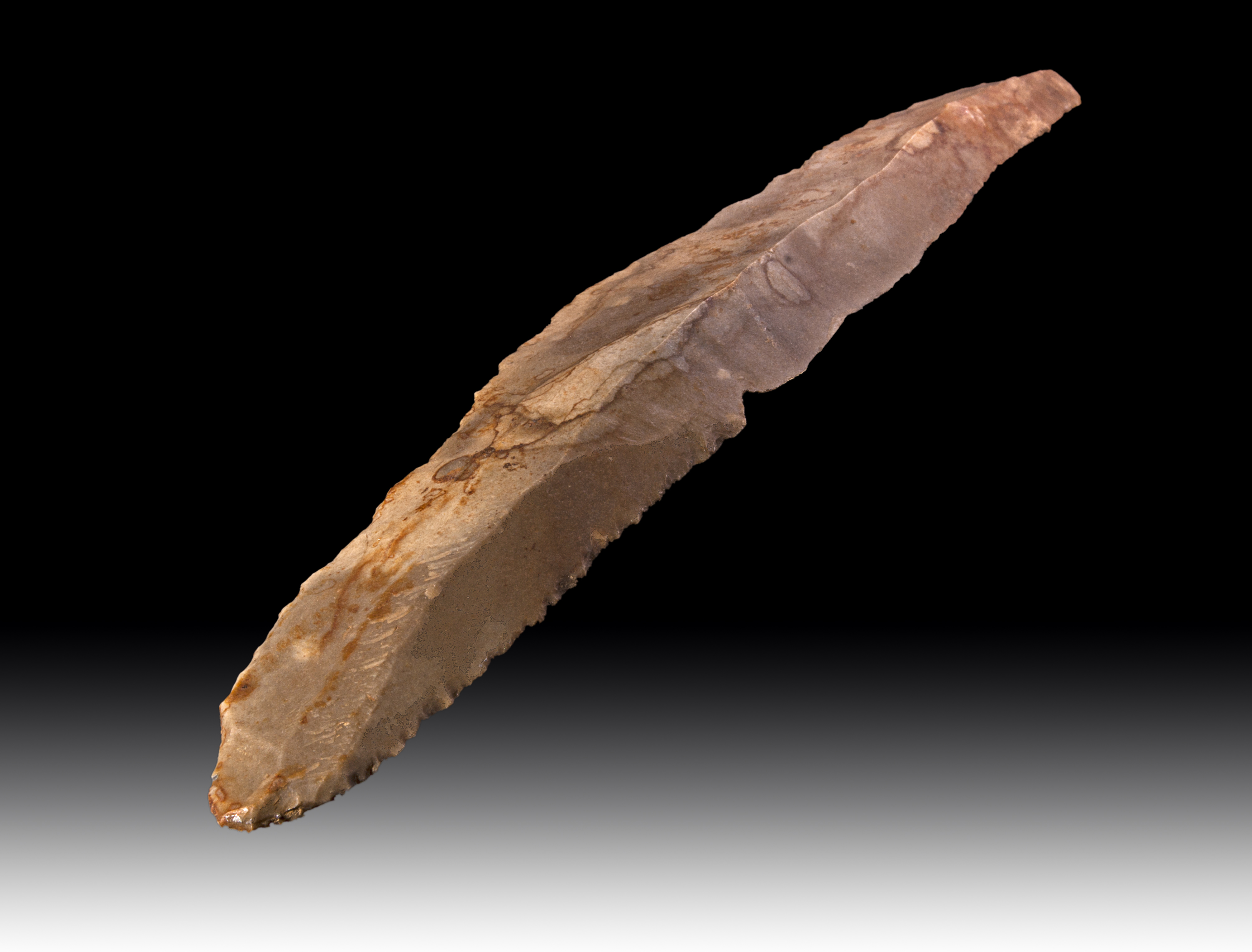
mode 4 Jungpaläolithischer Klingenabschlag. Zwischen 17.000 und 9000 BP. Magdalenien IV.
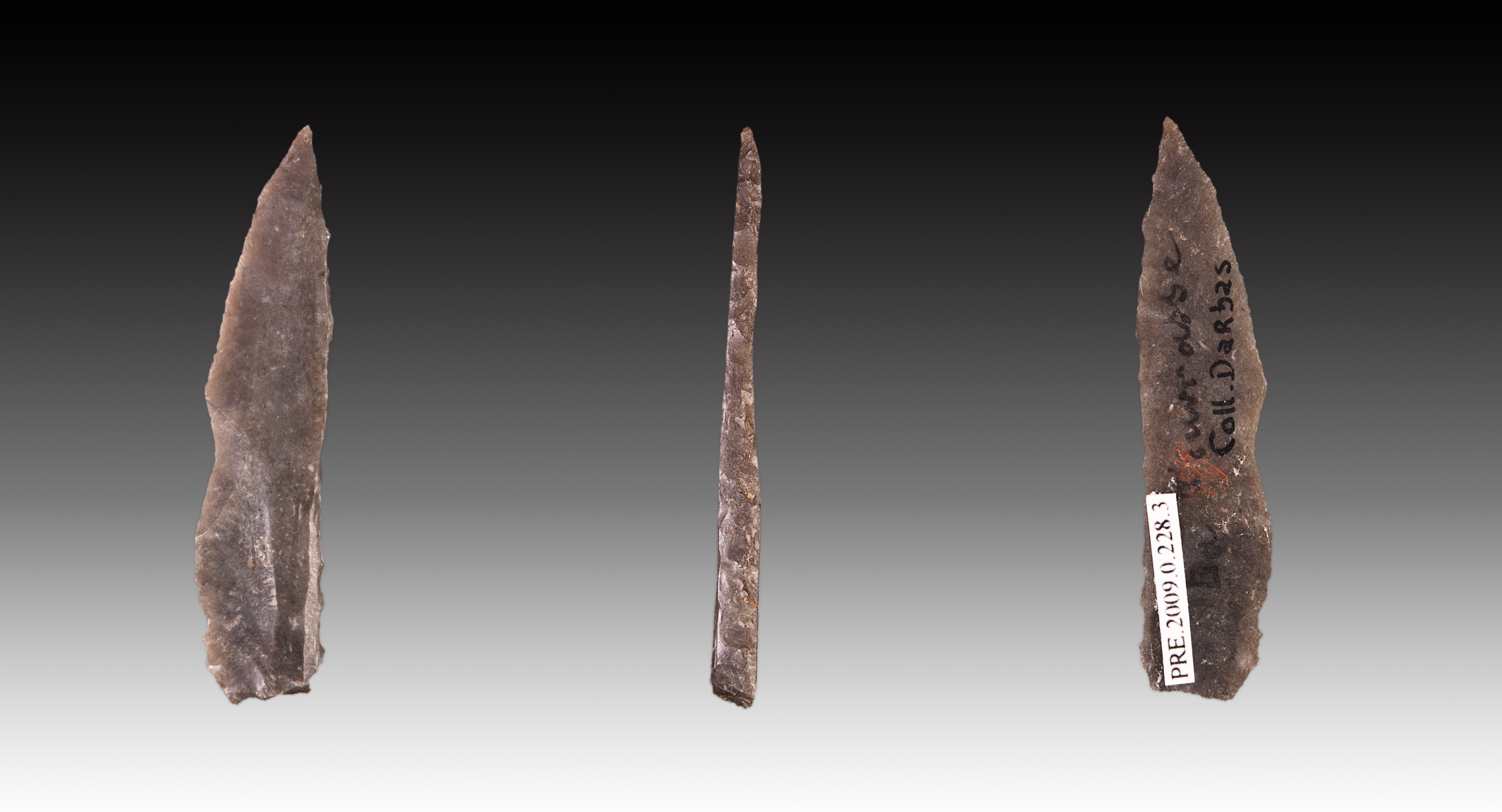
mode 5 Epipaläolithische Azilienspitze (Mikrolithen), zwischen 12.000 und 9500 BP.
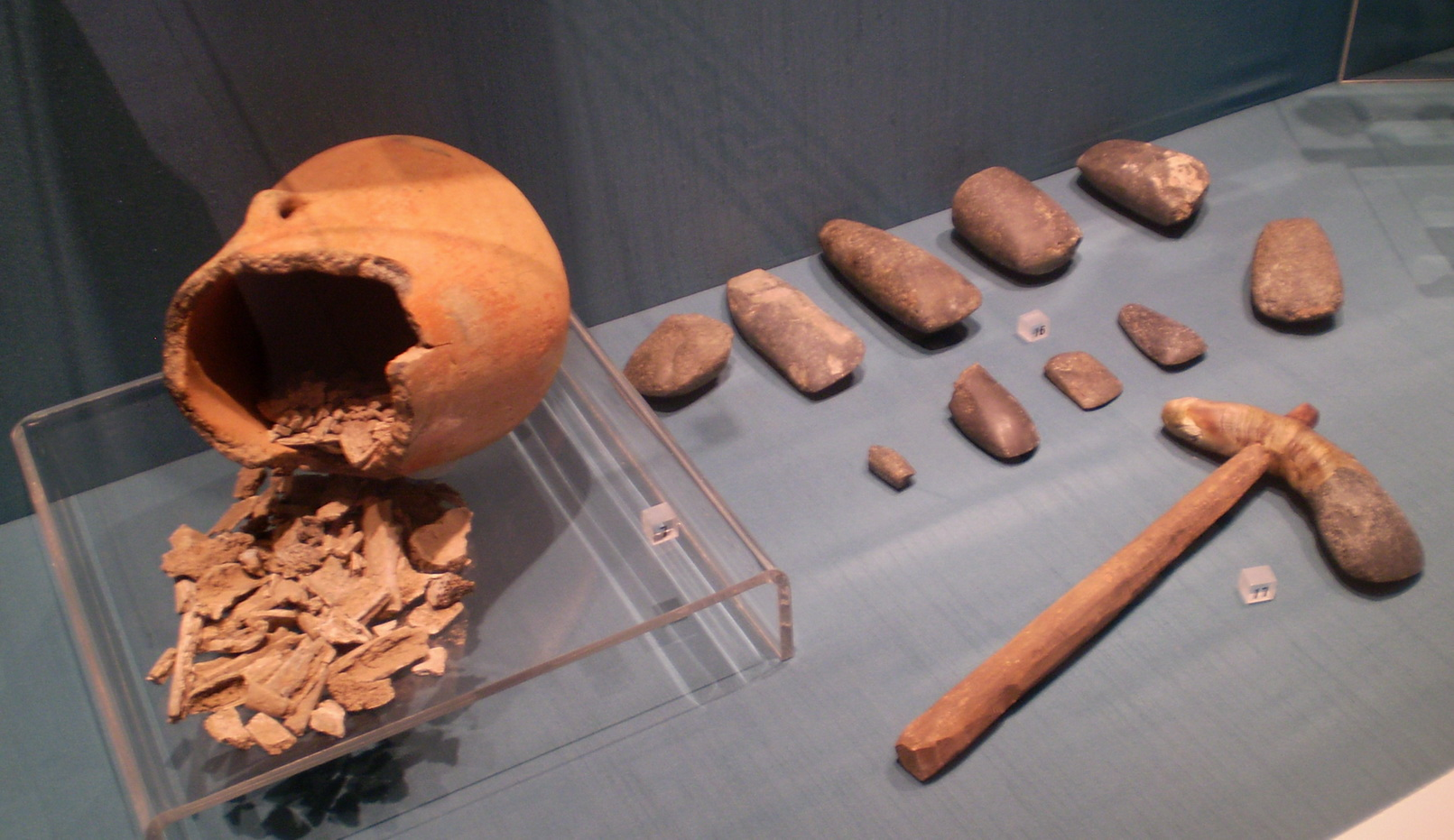
Neolithikum Die drei wesentlichen Gerätetypen und ihre Techniken: Steinschliff, Steinbohrung, Keramik. Archäologisches Museum Atalanti, Griechenland

### Artefaktmorphologische Gerätetypologie nach Joachim Hahn
Eine rein artefaktmorphologische Einteilung mit erst sekundärer systematisch chronologischer Differenzierung im jeweiligen Einzelfall, die sich zudem vorwiegend auf Europa beschränkt, findet sich bei Joachim Hahn in Erkennen und Bestimmen von Stein- und Knochenartefakten, der auf fast 400 Seiten nach Material, Grundform, Modifikationen, Zerlegungs- und Bearbeitungstechniken unterscheidet, einschließlich der für Knochen, Geweih und Elfenbein. Hauptziel ist dabei die allerdings hochgradig detaillierte, hunderte von Einzeltypen umfassende Darstellung der Geräteproduktion, ihrer materiellen und technischen Voraussetzungen sowie von Grundformen, Zerlegungstechniken und Herstellungsabläufen, funktionellen und zweckgebundenen Resultaten und Varianten einschließlich ihrer Chronologie und Verbreitung, nicht aber der technologisch-periodischen Systematisierung im engeren Sinne.

## Außereuropäische Periodik und Systematik (Übersicht)

Weltkarte mit den ungefähren Ursprungszentren des Ackerbaus und dessen Ausbreitung in der Urgeschichte: Östl. Nordamerika (2000–1000 v. Chr.), Zentralmexiko (3000–2000 v. Chr.), Nördl. Südamerika (3000–2000 v. Chr.), Subsaharische Afrika (3000–2000 v. Chr., genauer Ort unbekannt: früheste Zone grün gestrichelt), Fruchtbarer Halbmond (9.000 v. Chr.), Flussläufe des Yangtse und des Gelben Flusses (5000 v. Chr.), Hochland von Neuguinea (7000–4000 v. Chr.). Ein potentielles Zentrum in Amazonien ist nicht dargestellt.

Die großen Kulturregionen der Erde sind vor allem vor- und frühgeschichtlich keineswegs in ihrer kulturhistorischen Differenzierungssystematik gleich. Nur in Vorderasien, Nordafrika, Nordindien und Regionen Zentral- und Ostasiens ist das Dreiperiodensystem mehr oder weniger uneingeschränkt anwendbar. Für weite Teile ist es hingegen unbrauchbar. Doch sind die Werkzeugtechnologien auch in solchen Regionen mit ihren verschiedenen Ausprägungen eng mit jeweiligen Kulturstufen und ihren subsistenz- und umweltbedingten Charakteristiken assoziiert, die aber wegen ihrer verschiedenen prähistorischen Systematiken nur schwer oder überhaupt nicht untereinander oder mit dem Dreiperiodensystem direkt vergleichbar sind, wenn man diese und ihre Rahmenbedingungen nicht kennt. Allenfalls ein phänomenologischer Vergleich über die Materialkriterien wie Stein, Kupfer, Bronze oder Eisen sowie grundlegende Herstellungstechniken, die sich zwangsläufig ergeben, ist möglich, dazu ein Zusammenhang über die Ausbreitung zentraler Subsistenz-Technologien wie etwa der des Ackerbaus, der Domestikation oder Keramik (sie ist für die bäuerliche Vorratswirtschaft von größter Bedeutung, ebenso für den Tauschhandel von landwirtschaftlichen Erzeugnissen).

### Afrika
Vor allem für Afrika mit Ausnahme Ägyptens und des Nordsudans gilt eine andere urgeschichtliche Gliederung, die sich nicht mit der europäischen deckt und ebenso wie diese starke regionale Unterschiede aufweisen. (Angaben in BP, erst ab der Jungsteinzeit bzw. im Holozän wird mit v. Chr. angegeben):
- Early Stone Age oder Lower Palaeolithic (2,6 Millionen bis ca. 300.000 bzw. 130.000, wenn es mit dem Ende des Mittelpleistozäns korreliert werden soll); die älteste Phase oder Archäolithikum heißt Olduwan, hat noch keine Faustkeile, sondern nur Geröllwerkzeuge, also m1 und m2, und reicht von 2,6 bis ca. 1,5 Millionen BP.
- Middle Stone Age oder Middle Palaeolithic (300.000/130.000–50.000/25.000[95]). Fauresmith-Komplex, Sangoan und Lupemban wurden früher auch als First Intermediate zusammengefasst, das südlich der Sahara Fundkomplexe bezeichnete, die ungefähr mit dem ausgehenden Altpaläolithikum und dem Mittelpaläolithikum Nordafrikas, Vorderasiens und Europas parallelisiert werden können, während das nachfolgende Middle Stone Age ungefähr dem zirkummediterranen Jungpaläolithikum entspricht.[96] Nach der Clark-Systematik m2 und m3.
- Later Stone Age oder Upper Palaeolithic (50.000/25.000–10.000, in Afrika aber auch vielfach bis heute, da es sich teilweise ethnisch erhalten hat). Nach der Clark-Systematik m3 und m5, selten m4.
- Ein Epipaläolithikum gibt es noch in Nordafrika (das Ibéromaurusien) sowie in Sri Lanka, wo es nach archäologischen Befunden möglicherweise schon ab 30.000 BP einsetzt, und im Hindukusch Afghanistans zwischen 15.000 und 10.000 v. Chr. Es deckt sich ebenfalls nicht mit dem europäischen Mesolithikum und reicht in Nordafrika von 20.000 BP bis 8000 v. Chr. oder später.[97] Nach der Clark-Systematik m4 und m5.

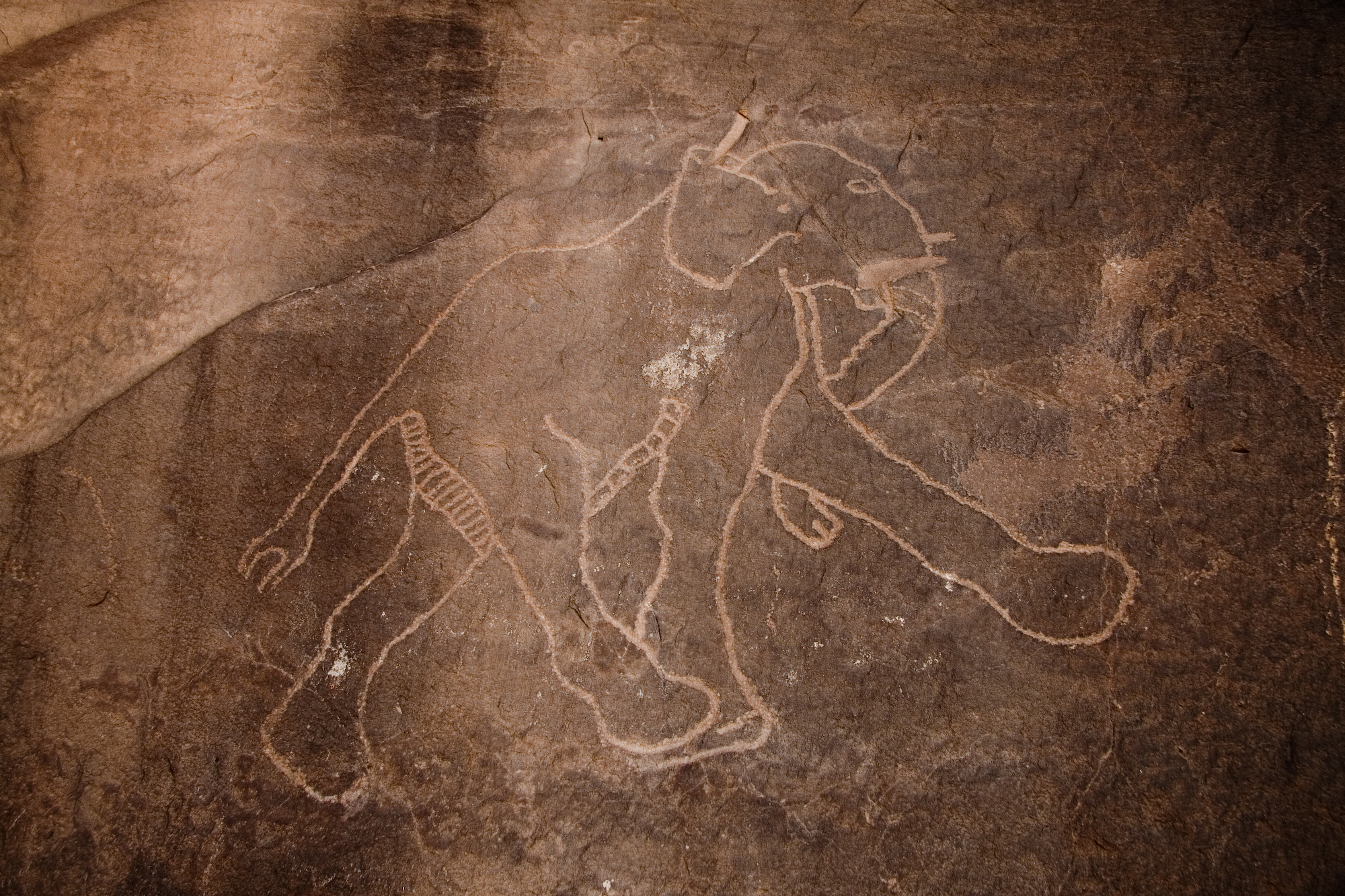
Felsgravur eines Elefanten aus der Jägerperiode im Tadrart Acacus, Zentralsahara, die die dramatische Klimaverbesserung während des Holozäns in der Sahara zeigt, die damals ungefähr wie die Serengeti ausgesehen haben muss

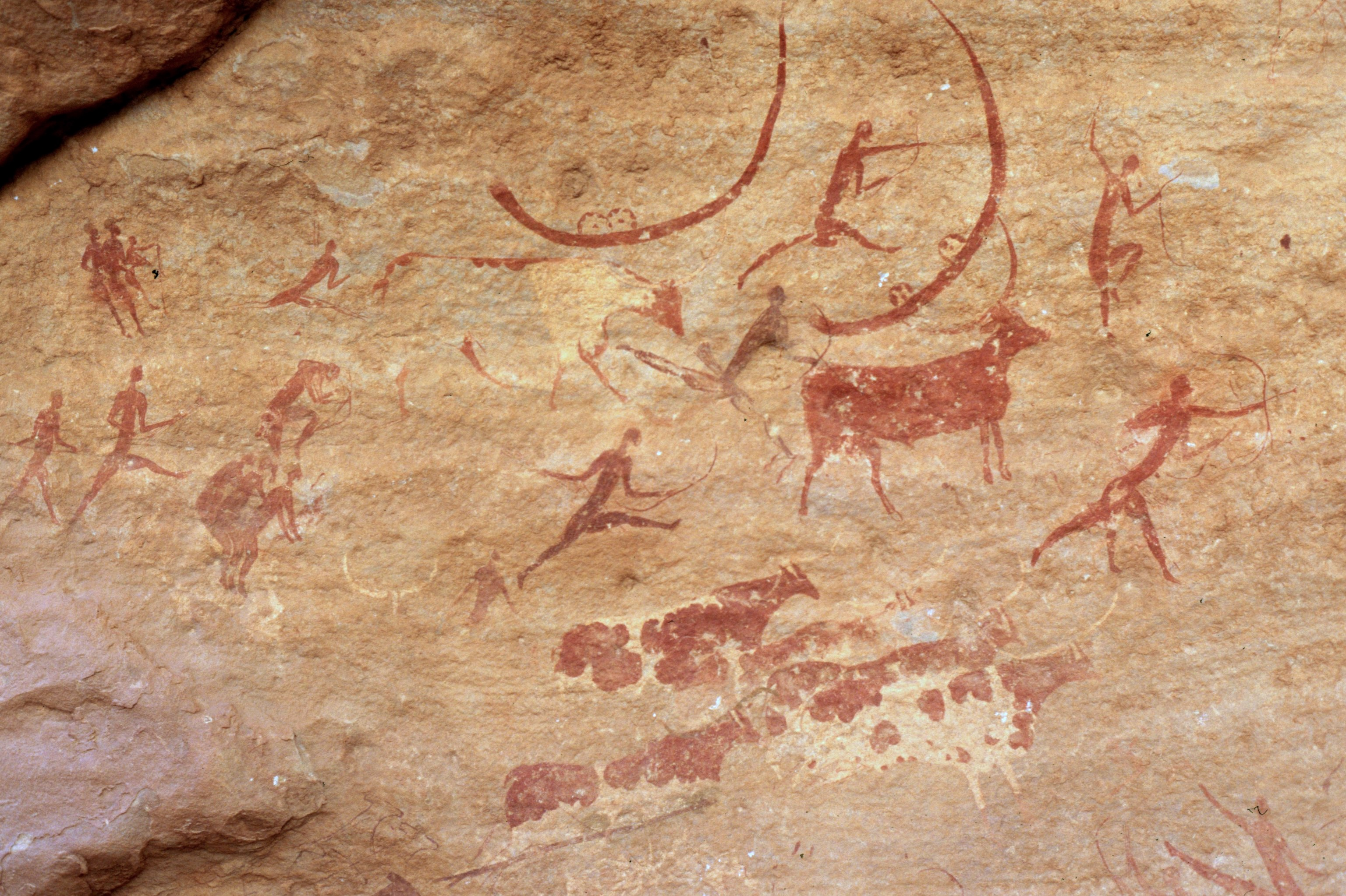
Felsmalerei der Rinderperiode im Tassili n’Ajjer, Sahara, Algerien

Übersicht über die vorkolonialen Staaten und Herrschaftsbereiche Afrikas

- Ein Neolithikum fehlt zunächst weitgehend, außer in Nord- und Nordostafrika, und entwickelt sich subsaharisch vermutlich beginnend mit Hirse und Yams sowie Sorghum erst relativ spät ab etwa 4500 v. Chr. und nur im Bereich zwischen Äquator und Sahara sowie in Äthiopien, während in den Bereichen südlich davon noch sehr lange Jäger-Sammler-Kulturen bestehen blieben. Die holozänen Hirtengesellschaften der Sahara nehmen dabei eine Zwischenstellung ein, denn sie betrieben Viehzucht, doch vermutlich keinen oder kaum Ackerbau, lebten zwar in festen Dörfern, doch oft im Rahmen der Transhumanz. Insgesamt ist das afrikanische Neolithikum, wo es möglicherweise außerhalb der Hochkulturbereiche bestand, in seiner zeitlichen Abfolge wegen der naturbedingt fehlenden archäologischen Belege (außer als Samenabdrücke an Keramiken gibt es kaum etwas, und Knollenfrüchte sind z. B. überhaupt nicht belegbar) problematisch.[98] Das PPN (Pre Pottery Neolithic = Präkeramisches Neolithikum) als früheste neolithische Stufe fehlt vermutlich komplett außer eventuell in Ägypten und der holozänen Ostsahara, wohin es aus seinem Kerngebiet, der Levante, zusammen mit der Viehzucht gelangt sein könnte. Die Keramik taucht als sog. „Wellenkeramik“ (wavy-line pottery) in diesen Gebieten allerdings bereits vor 9500 BP auf, möglicherweise als lokale Eigenentwicklung des sog. „Frühen Khartoum“.[99]
- Eine weitere Möglichkeit der chronologischen Abstufung im Holozän bieten in Nordafrika die Felsbilder der Sahara. Henri Lhote, der die Felsbilder in den 1950er Jahren mit entdeckte und wissenschaftlich auswertete, unterschied dabei nach den Inhalten fünf regional teils unterschiedlich auftretende und sich teils überlappende Stufen (die relativ unsicheren Zeitangaben beziehen sich auf die Zentralsahara):[100]

1. Jäger- oder Wildtier- bzw. Bubalusperiode 10.000?–6000 v. Chr.
2. Rundkopfperiode 7000–6000 v. Chr.
3. Rinderperiode 6000–1500 v. Chr. (Gemeinsamkeiten der Töpfereimuster, sog. Dotted wave bzw. wavy line pottery, Wellenkeramik des Sahara-Sudan-Neolithikums, 7.–3. Jt.).
4. Pferdeperiode 1500 v. Chr. bis Zeitenwende (evtl. Reich der Garamanten, Bericht Herodots, frühgeschichtlich bis historisch, Tuareg-Schrift Tifinagh). Das Pferd wurde in Ägypten Mitte des 2. Jahrtausends während der sog. Zeit der Hyksos als Zugtier von Streitwagen (nicht als Reittier) aus Vorderasien eingeführt.[101]
5. Kamelperiode nach der Zeitenwende (historisch, von Ägypten ausgehend, wo das Dromedar sich erst in der Ptolemäerzeit zwischen 350 und 50 v. Chr. als Haustier durchsetzte.[102]).

- Eine Bronzezeit und später Eisenzeit gab es nur im Bereich der ägyptischen Hochkultur, eine Eisenzeit subsaharisch nur im Bereich der Bantu-Expansion. Der Ursprung, ob eigene Entwicklung oder Import, ist unklar. Archäologische Indizien deuten auf drei Bereiche: den Niloten-Bereich im Nordosten am mittleren Nil, das Gebiet der großen Seen (Nordwesttansania), insbesondere nördlich von N’Djamena im Tschad. Als weiterer potentieller Ursprungsort gilt Zentral-Nigeria (Nok-Kultur). Alle drei Zentren haben sich offenbar etwa gleichzeitig im 6. und 5. vorchristlichen Jahrhundert entwickelt. Ihre neue Technologie ist möglicherweise erstmals im Verlauf der Bantu-Expansion nach Süden gelangt,[103] wobei eine Expansion der Proto-Bantu aus ihrem Kameruner Kerngebiet nach Westen in den nilotischen Bereich des Zentralsudans und damit ihre Kenntnis der Eisentechnologie zumindest linguistisch nicht ausgeschlossen wird.[104] Wo dies nicht der Fall war, haben erst die arabischen und europäischen Händler, Eroberer und Kolonisatoren die Eisentechnologie im subsaharischen Afrika eingeführt, wobei es häufig zu einem direkten Übergang von jung-, ja altsteinzeitlichen Techniken zu eisenzeitlichen kam, mitsamt den kulturellen Verwerfungen, die dies auslöste.
- Inwieweit die frühen Staatenbildungen und Reiche in Nordafrika und der östlichen Subsahar, die meist während des ersten vorchristlichen Jahrtausends im Ausstrahlungsgebiet Ägyptens, später im ersten nachchristlichen Jahrtausend entlang der Transsahara-Karawanenstraßen entstanden, geschichtliche bzw. frühgeschichtliche Aspekte aufweisen oder gar noch der Vorgeschichte zuzurechnen sind, ist von Fall zu Fall verschieden. Allerdings liegen in einigen dieser Reiche, die in ihrer strukturellen Konzeption wiederum nicht mit den „Reichen“ europäischer Prägung gleichzusetzen sind, da sie nicht auf dem Besitz von Boden, sondern dem Besitz von menschlicher Arbeitskraft beruhten und daher keine regulären und stabilen Grenzen hatten,[105] kaum archäologische Funde vor, indes vor allem die späteren Staaten bzw. Reiche, die im Verlauf der muslimisch-arabischen Expansion entstanden, sehr wohl über schriftliche Kulturen verfügten. Auch die frühesten Reichsbildungen außerhalb des alten Ägypten, das Reich von Kusch, von Meroe und das Reich von Aksum sind entsprechend historisch belegt und somit geschichtlich.[106]

### Amerika

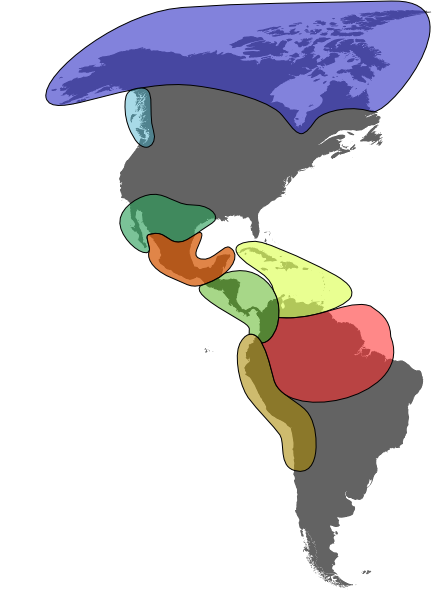
Präkolumbische Kulturbereiche Amerikas. Die dunkelgrau belassenen Zonen Nord- und Südamerikas waren von Jäger-Sammler-Nomaden bewohnt. Farbschlüssel: Nordamerika: Dunkelblau: Arktischer und subarktischer Kreis (teilsesshafte Jäger-Sammler); hellblau: indianische Nordwestkulturen; Dunkelgrün: Trockenzonen des Südens. Zentralamerika: Dunkelocker: Mexikanisch-mesoamerikanische Hochkulturen. Mittelgrün: Mesoamerikanische Kulturen des Isthmus und Kolumbiens. Südamerika: Gelbgrün: Karibische Kulturzone; Rot: Amazonien; Braun: andiner Hochkulturkreis.

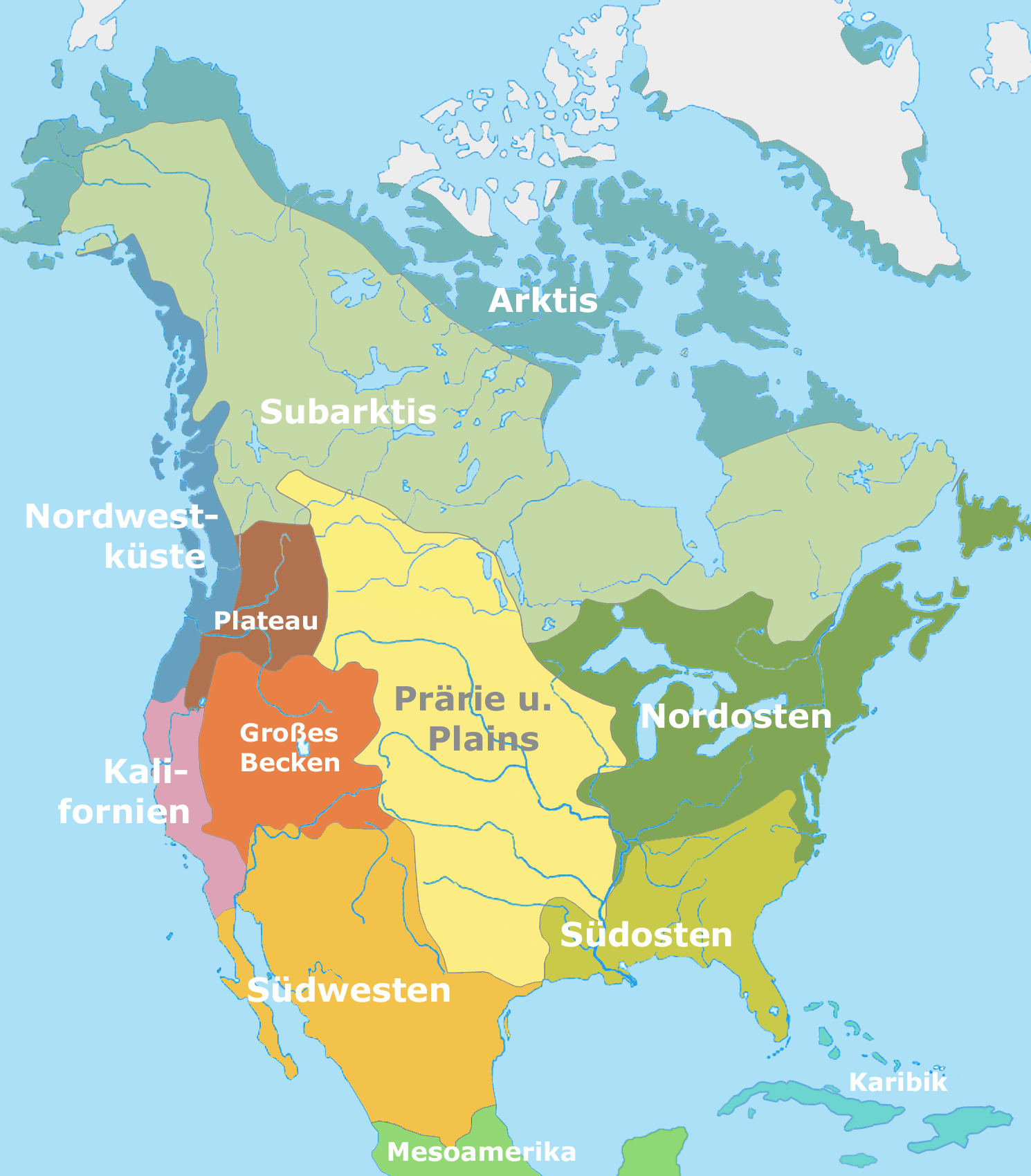
Die zehn großen nordamerikanischen Kulturareale (I–X), die sich auch in der archäologisch-kulturellen Periodik teils erheblich unterscheiden und zwischen altsteinzeitlichen Jäger-und-Sammler-Gesellschaften, Arktis-Fischern, neolithischen Bauern, Flusstalkulturen mit Städten (Mississippi) und Kupfertechnologie an den Großen Seen variieren bis hin zu schon hochkulturell beeinflussten Ethnien im Südwesten am Rande der mesoamerikanischen Hochkulturen

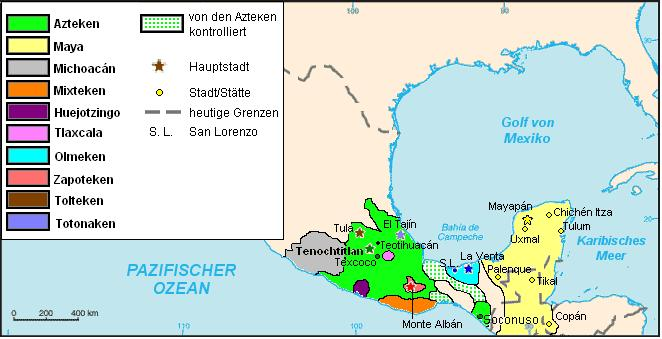
Karte der präkolumbischen Reiche aus unterschiedlichen Zeitepochen im heutigen Mexiko

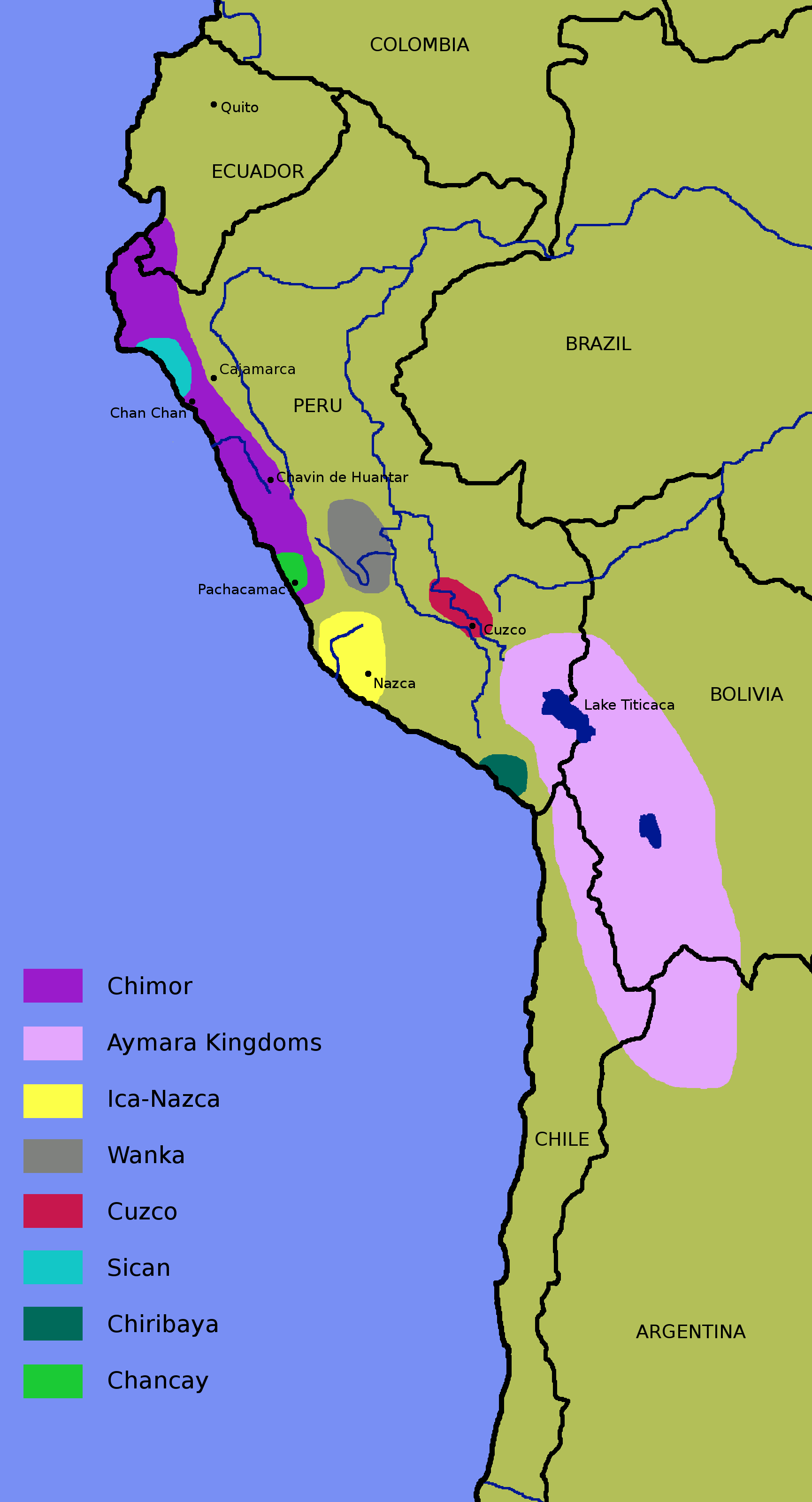
Hauptkulturen der späten Zwischenperiode (900–1400) im mittleren Andenbereich vor allem in Peru

Die problematische und umstrittene räumlich-zeitliche und entwicklungsgeschichtliche Einteilung der Geschichte Amerikas ergibt kein einheitliches Bild, in dem sich alle drei materiellen Kriterien der kulturperiodischen Einstufung (Stein, Bronze, Eisen) halbwegs decken und das von allen Archäologen akzeptiert wird wie etwa das klassische Dreiperiodensystem der Alten Welt. Haberland hat daher in fünf zeitliche, allerdings regional extrem unterschiedlich auftretende Großperioden unterteilt. Ähnlich verfährt auch Läng, der aber rein geographisch und nach Ethnien unterteilt, ebenso die Encyclopædia Britannica. Die nordamerikanischen Kulturräume haben dabei ebenso wie die mittel- und südamerikanischen ganz eigene zeitliche Kulturstufen.

#### Nordamerika
Es gibt nur sehr heterogene, sich über die Kulturräume eher unregelmäßig verteilende Lokalkulturen.
I und II: In der Arktis und Subarktis finden sich folgende Technokomplexe:
1. Gegen Ende des 3. vorchristlichen Jahrtausends eine noch mittelsteinzeitliche Mikroklingenkultur, die sog. Arktische Kleingerätetradition, die zusammen mit spätjungsteinzeitlichen Kulturzügen auftritt (Keramik), wie man sie auch in Sibirien findet. In der zentralen Hocharktis findet sich etwa gleichzeitig die Prä-Dorset-Tradition, die wiederum in mehrere Stufen unterteilt wird. (S. Inuit-Kultur)
2. In der 2. Hälfte des letzten vorchristlichen Jahrtausends finden sich drei regionale Varianten:
  1. Die nördliche Maritime Tradition,
  2. die Norton-Tradition, Choris- und Ipiutak-Tradition,
  3. die aleutische Kern- und Klingenindustrie (Pazifisch-aleutische Tradition).
3. Die Dorset-Kultur (500 v. Chr. bis 1000 n. Chr.) und die Thule-Kultur (1000 bis 1800) folgen.

Eine andere prähistorische Gliederung der Arktis umfasst fünf Stadien I bis V.
1. Stadium I: ? bis 5000 v. Chr. Paläoindianisch.
2. Stadium II: 5000 bis 2900 v. Chr.: Nordarchaisch.
3. Stadium III: 2500 bis 800 v. Chr.: Arktische Kleingerätetradition.
4. Stadium IV: 1600 bis 600 v. Chr.: Norton-, Choris-, Ipiutak-Tradition, Dorset-Kultur.
5. Stadium V: 100/900 n. Chr. Thule-Kultur.

III und IV: Das östliche Waldland im Süden und Norden zeigt folgende Kulturen:
1. Die neolithische Adena-Kultur und später die Hopewell-Kultur. Beginn zwischen 1000 und 700 v. Chr., Hopewell ab den letzten vorchristlichen Jahrhunderten. Untergang bis spätestens 600 n. Chr.
2. Die neolithischen Tempelhügel-Erbauer zwischen 400 und 800 n. Chr. Vor allem inkohärente Lokalkulturen wie die Mississippi-Kultur mit Maisanbau, die besonders große Mounds und Städte errichteten.[112]
3. Gemischt wirtschaftende (Jäger-Sammler und einfache Bauern) wie die Irokesen.

V: Prärie und Great Plains:
1. Jäger und Sammler. Später ab 900 bis 1850 n. Chr. die von der Mississippi-Kultur beeinflusste Prärie-Dorf-Periode.
2. Nach Einführung des Pferdes Reiternomaden.

VI und VII: Trockensteppen des Westens: In den beiden großen Bereichen Great Basin (V) und Plateau (VI) indianische Wildbeuterstämme.
VIII: Prähistorischer Südwesten. Ab 2000 v. Chr. sog. Pueblo-Kulturen mit Ackerbau, vor allem Mais, und Keramik, die vermutlich aus Mexiko übernommen wurden. Die Hopi, die einen Dialekt der uto-aztekischen Sprachfamilie sprechen, sind die westlichste Gruppe.
1. Hohokam-Kultur,
2. Mogollon-Kultur.
3. Anasazi (bzw. Sinagua).
4. Patayan- und Fremont-Kultur.

IX: Kalifornien: 500 bis 1800 n. Chr. nur Wildbeutertum.
X: Nordwestküste: 3000 v. Chr. bis 1800 n. Chr. Archaische Wildbeuter und Fischer, die ab etwa 500 n. Chr. in festen Dörfern siedelten und einige höhere Kulturtechniken wie das Weben und die Kunst der Holzschnitzerei praktizierten.

#### Mittelamerika bzw. Mesoamerika
Mittel- bzw. Zentralamerika umfasst hier den mesoamerikanischen Kulturkomplex (ein Begriff, der 1943 von Paul Kirchhoff geprägt wurde), also den geographischen Bereich zwischen Zentral- und Südmexiko, Guatemala, Belize sowie die westlichen Teile von Honduras und El Salvador, der zur Zeit der spanischen Kolonisation eine hohe Kultur besaßen. Eine strikt systematische Darstellung dieses Komplexes ist wegen der fehlenden Staatenbildungen und dem teils recht heterogenen Nebeneinander einer Vielzahl von Stadtkulturen und Ethnien, die diese ausprägten, schwer möglich. Die nebenstehende Karte zeigt die Komplexität der mesoamerikanischen Situation, die systematisch kaum darstellbar ist, da sie mindestens vier Dimensionen berücksichtigen müsste: eine geographische, zeitliche, ethnische und spezifisch kulturelle.
Regional gliedert sich der mesoamerikanische Kulturbereich in folgende Zentren:
1. Das Tal von Tehuacán,
2. Die pazifische Küste.
3. Das Hochland von Guatemala
4. Das Maya-Tiefland mit Yucatan
5. Das Grijalva-Becken in Chiapas,
6. Oaxaca,
7. Das Tal von Mexiko,
8. Das nordmexikanische Hochland.

Zu den dortigen ethnisch bestimmten Kulturen, die nicht alle im engeren Sinne Hochkulturen waren, sondern teilweise auch randständig, zählen die Nahua (Azteken, Tlaxcalteken und Tolteken), Boruca, Chichimeken, Huaxteken, Huicholen, Maya (Lacandonen), Mayangna, Mazateken, Mixe, Mixteken, Olmeken, Otomí, Purépecha, Totonaken und Zapoteken.
Auf die systematische Wertigkeit einzelner dieser Kulturen wird in der Gesamtübersicht weiter unten eingegangen.
Einige der bedeutendsten Zentren waren: La Venta (Olmeken), Monte Albán und Mitla (Zapoteken), Teotihuacán, El Tajín (Veracruz- und Remojadas-Kultur), Tollán und Chichén Itzá (Tolteken), dazu die Maya-Zentren Tikal, Yaxchilán, Palenque, Copán, Uxmal, schließlich die Aztekenmetropole Tenochtitlan, Texcoco und Tlacopán.

#### Südamerika
Die Periodik und Systematik Südamerikas ist bei weitem übersichtlicher als die des mesoamerikanischen Raumes, zumal sie sich hochkulturell auf die zentralen Anden konzentriert, deren Kulturabfolge wiederum weit klarer strukturiert ist. Insgesamt kann man in Südamerika auf der Basis der unterschiedlichen Umweltverhältnisse und der daraus resultierenden Subsistenzstrategien drei kulturelle Großräume unterscheiden:
1. die Andenkulturen mit ihrer internen Periodisierung (s. unten),
2. die südamerikanischen Regenwaldkulturen,
3. die südamerikanischen Nomadenkulturen.

Die beiden letzten sind teils noch Jäger und Sammler oder aber frühe Ackerbauern (Hack- und Gartenbau) sowie Fischer, wie sie für Flusstäler und Regenwaldgebiete sowie Küstenbereiche typisch sind. Man unterscheidet bei ihnen oft nur ein Akeramikum von einem Keramikum. Es handelt sich hier um den karibischen und zirkumkaribischen Bereich, das südliche Zentralamerika mit Kolumbien und Venezuela, das Amazonasgebiet, Ecuador und das südliche Andengebiet mit Feuerland, das ostbrasilianische Bergland und die Pampas.
Für die andinen Hochkulturen gilt dabei als Grobraster:
1. Initialperiode 3000–2000 v. Chr. (Valdivia-Kultur)
2. Früher Horizont 2000–200 n. Chr. (Paracas, Chavin usw., Nazca), frühe Metallverarbeitung
3. Frühe Zwischenperiode 200–500 n. Chr., frühe Mochica
4. Mittlerer Horizont 500–900 n. Chr. (Huari, Tiahuanaco, Sicán), späte Mochica
5. Späte Zwischenperiode 900–1500 n. Chr. (Chimú, Inka)
6. Später Horizont ab ca. 1500 n. Chr.

Dabei kann man hier sogar, wenn auch in Grenzen, das Dreiperiodensystem anwenden, da ab der Späten Zwischenperiode die andine Bronzezeit begann. Dies geschah in der Kultur der Mochica im 1. bis 8. Jahrhundert n. Chr., die als beste Metallurgen des ganzen vorinkaischen Peru gelten und die das Schmieden, Treiben, Gießen (vermutlich nicht mit dem Wachsausschmelzverfahren, sondern nach dem Verfahren der verlorenen Form) sowie das Löten und Vergolden beherrschten. Die Metallverarbeitung ging nun über Gold und Silber hinaus und umfasste vor allem bei den Inkas auch umfangreichere Produktionen von Gebrauchsgegenständen aus Bronze, also nicht nur Schmuck, sondern auch Werkzeuge. Wie verbreitet das auch im Volk war, weiß man jedoch nicht. Insgesamt geht man davon aus, dass die Metallverarbeitung ihren Ausgang ab 900 v. Chr. im zentralen Andengebiet nahm, alle anderen Gebiete weisen erst später Metallbearbeitungen auf.

Andererseits wurde das Wachsausschmelzverfahren von den indigenen Völkern Kolumbiens und Mittelamerikas, z. B. den Muisca (Eldorado) verwendet, allerdings nicht für den Bronzeguss, sondern wegen der weit geringeren Temperaturen, die dafür benötigt wurden, mit dem sog. Tumbaga, aus dem sie vor allem Kultgegenstände herstellten. Von einer eigentlichen Bronzezeit kann man in solchen Fällen also nicht sprechen, zumal auch die mesoamerikanischen Hochkulturen derartige Techniken kannten, die zwischen 400 und 900 n. Chr. auf unbekannte Weise aus Kolumbien nach Zentralamerika gelangt waren, und dort lediglich für Schmuck und Kult nutzten.

#### Gesamtamerika
Dabei wird hinsichtlich der Kulturstufen grob in fünf archäologische Großperioden unterschieden: 1. Lithisch, 2. Archaisch inklusive der präkeramischen Frühphase, 3. Formativ oder Präklassisch, 4. Klassisch, 5. Nachklassisch. Die ersten beiden Stufen sowie Teile der dritten haben für Gesamtamerika Gültigkeit. Die beiden letzten sind vor allem auf die meso- und südamerikanischen Hochkulturen und ihre Vorläufer anwendbar, haben aber auch im südlichen Nordamerika und bei großzügiger Auslegung auch nördlich davon teilweise Berechtigung, bis hinauf zu den Großen Seen, wo es ja den schon metallzeitlichen sog. Old Copper Complex gab.
- Lithisch: Paläoindianische Zeit (? bis 8000 v. Chr.) mit den wesentlichen, teils nur regional ausgeprägten und sich zeitlich mitunter überlagernden lithischen, nach den Geschossspitzenformen benannten Technokomplexen in Nord- und Mittelamerika, die allerdings teilweise bis ins nördliche Südamerika reichen, mit der ältesten kalibrierten C-14-Datierung für El Jobo mit 14.200 ± 300 BP: nach El Jobo die Clovis-Kultur, (Llano-Kultur), Sandia- und Folsom-Kultur, Fischschwanz-Spitzen usw. Man unterteilt grob in Alt-, Mittel- und Junglithikum sowie ab etwa 7000 v. Chr. Archaikum.[119]
- Archaisch: Sesshaftwerdung (8000–2000 v. Chr.): eine besonders heterogene Phase mit der Dalton-Kultur und der Windust-Phase als frühesten Komplexen (ab 8500 v. Chr.) bis zum Old Copper Complex der großen Seen um 3500–2000 v. Chr.[120]

In weiten Gebieten vor allem Südamerikas, etwa in Amazonien, sind diese beiden Kulturstufen bis heute präsent. Dasselbe gilt mit auf modernen technologischen Einflüssen beruhenden Einschränkungen für die Arktis und Subarktis Nordamerikas.
- Formativ/Präklassisch: Entstehung von Kunst und Kult (2000–200 v. Chr.) mit den Schwerpunkten Mexiko (Olmeken, Izapa-, Ocos-, Barra-Kultur) und Anden (Chavin) und zahlreichen, vor allem keramisch definierten Kulturen in den übrigen Bereichen, z. B. Poverty Point, der Hopewell- und Adena-Kultur.[121]
Besonders in Mesoamerika entstanden die Kerne der späteren Hochkulturen (etwa der Maya) (Teotihuacán) und der Zapoteken (Monte Albán), die eigene Phasen ausprägten, die alle wiederum in frühe, mittlere und späte Phasen unterteilt werden, ähnlich in den Anden.[122]
- Klassisch: Staaten und Städte (200 v. bis 800 n. Chr.). Die Übergänge zur vorherigen Phase sind besonders fließend, denn ob darunter auch nur periodisch genutzte Siedlungen fallen wie die der Norton-Kultur (200–400 n. Chr.) und der Dorset-Kultur oder die Mogollon-Kultur, ist strittig. Sicher hingegen gehören die verschiedenen Pueblo-Kulturen, die Basketmaker und wohl auch die Hohokam-Kultur hierher. Daneben existieren jedoch auch zahlreiche teils zeitlich parallele Regionalkulturen, die als Wildbeuter nicht in diese Stufe passen, etwa die der Eskimos (Northern Maritime Tradition).
Prägend ist in Mittelamerika die Kultur der Maya, die selbst wiederum mehrere Phasen von prä-/protoklassisch über frühklassisch und klassisch bis spätklassisch durchlief, sowie im Hochtal von Mexiko Teotihuacán. Randkulturen am Golf waren die Totonaken mit El Tajín und Huaxteken.
- Nachklassisch: Am Vorabend der Eroberung (800–1550 n. Chr.). In Nordamerika vor allem die Mississippi-Kulturen mit Stadtbildungen, in Mittelamerika das Tolteken-, Chichimeken-, Mixteken- und Aztekenreich (Tenochtitlan), in Südamerika das Reich der Inkas.[123] Diese Phase muss allerdings wie teilweise auch die vorige wegen des Vorhandenseins einer inzwischen auch lesbaren Schrift als historisch, ja hochkulturell betrachtet werden. Für die Inkas mit ihrer nicht überlieferbaren und nur funktionell ad hoc einsetzbaren Knotenschrift gilt das jedoch nur stark eingeschränkt. Andererseits kannten diese im Gegensatz zu den Kulturen Mesoamerikas bereits die Bronzetechnologie.

### Asien

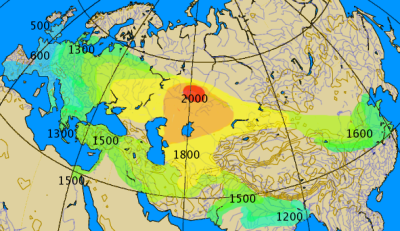
Die Ausbreitung von eurasischen Kulturtechniken am Beispiel des Speichenrades. Die isochronen Linien sind grobe Annäherungen und beruhen auf historischen und archäologischen Quellen. Die Ausbreitungszonen sind weithin identisch mit den eurasiatischen Bereichen, in denen das Dreiperiodensystem angewendet werden kann, da sie eine Kulturdiffusionszone bilden mit lediglich zeitlich unterschiedlichen Ausbreitungswellen dieser speziellen Kontaktinnovation. Auf diese Weise können sich auch andere Kulturtechniken wie etwa der Bronzeguss oder vorher neolithische Techniken und Domestizierungen verbreitet haben. Zahlen + BC = v. Chr. Farbschlüssel: Rot, 2000 BC: Sintashta-Petrovka-Kultur; Orange, 1900 BC: Andronovo-Kultur; Gelb, 1800 BC: Bereich der großen Steppen und Halbwüsten Zentralasiens, ungefähr bis zum frühen indoiranischen Diasporabereich und bis nach Anatolien; Hellgrün: 1700 BC: Ausdehnung bis über die Steppengrenzen hinaus; Grün/zyan: 1600–1200 BC: Kassiten-Periode in Mesopotamien mit Ausdehnung in den antiken Nahen Osten, Einführung in China, eventuell auch in den Punjab und ins Gangestal (nach der Rigveda) sowie nach Ost- und Nordeuropa (Sonnenwagen von Trundholm); eine weitere Verbreitung in die Technologie der Spätbronzezeit wird angenommen; Blau, 1000–500 BC: Eisenzeitliche Ausbreitung in Westeuropa durch Keltenwanderung.

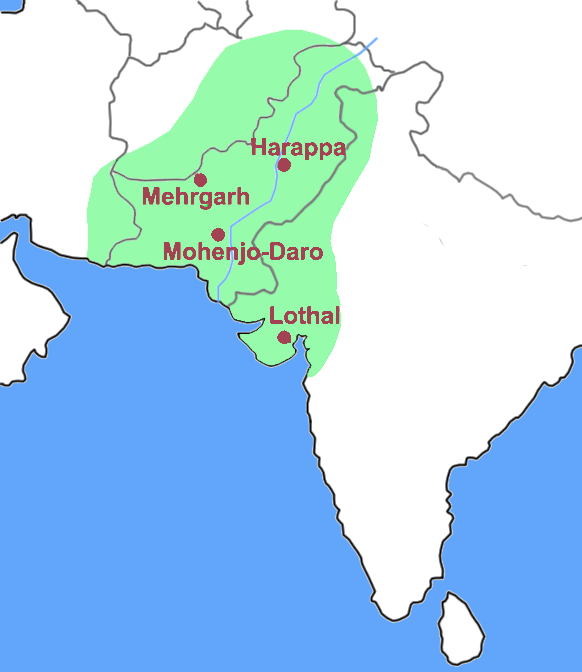
Früheste neolithische Kulturen Indiens

Asien bietet allein schon wegen seiner Größe und geographischen, klimatischen wie ethnischen Heterogenität kulturräumlich ein besonders vielfältiges und kaum innerhalb eines einzigen periodischen Systems zu integrierendes Bild, zumal das westliche und Teile des südlichen Asiens (Nordindien) zumindest partiell noch zum Kulturraum der europäisch-vorderasiatisch-mediterranen Dreiphasenperiodik gerechnet werden können. Ähnliches gilt für die Steppengebiete des westlichen Zentralasien. Hingegen bestehen im südöstlichen Asien und den südasiatischen Inseln möglicherweise engere Verbindungen zu Australien, vor allem aber zu Ozeanien. Inwieweit dabei auch die Kulturräume des ähnlich heterogenen Nord-, Mittel- und Südamerika einbezogen sind, ist eine der am heftigsten umstrittenen Fragen der Archäologie.
- Vorderasien und Südasien, dort vor allem Indien, mit Abstrichen auch Zentralasien, waren allesamt mehr oder weniger mit dem mediterranen und alteuropäischen Kulturraum verflochtene Gebiete, wie schon das mindestens seit der Bronzezeit bestehende System der Seidenstraße zeigt, das mit seinem Geflecht von Karawanenwegen Ostasien mit Westasien und Europa verband und so auch zum west-östlichen und nord-südlichen Kulturtransfer beigetragen hat.
Auch die Geschichte der arischen Einwanderung in Nordindien um 1500 v. Chr. zeigt dies, denn mit ihr begann die indoeuropäisch bestimmte vedische Zeit, welche die der Indus-Kulturen von Mohenjo-Daro und Harappa ablöste, der wiederum die frühneolithische Siedlung von Mehrgarh in Belutschistan vorausgegangen war. Dort verwendete man ab 7000 v. Chr. zunächst Steinsicheln, später solche aus Kupfer, noch später, denn der Ort war fast 5000 Jahre bewohnt, Geräte aus Bronze. Die Geräteinventare einschließlich der Schäftungsmethoden ähneln denen anderer Regionen außerhalb Indiens, und man unterscheidet die ersten neolithischen Kulturen Indiens, also auch die bei Quetta, vor allem durch die Art ihrer Keramik.[124] Teile ihrer Religion und Kultur, vor allem aber ihrer nicht indoeuropäischen Sprachen haben sich in einzelnen Sprachen der sog. Adivasi Südindiens erhalten.
- Ähnliches gilt für die zentralasiatischen Steppenvölker der Skyten, Turkvölker und wohl auch der Indoeuropäer. Die entsprechende kulturelle Periodik ist hier also unter Berücksichtigung lokaler Besonderheiten vor allem im östlichen Bereich anwendbar.
- Auch im hochkulturellen Bereich Ostasiens gilt die, wenn auch oft stark räumlich-zeitlich modifizierte, klassische Gliederung des altmediterranen und alteuropäischen Raumes entsprechend dem Dreiperiodensystem in Altsteinzeit, Mittelsteinzeit (in China wenig ausgeprägt[125]), Jungsteinzeit und Kupferzeit, Bronzezeit, Eisenzeit. In China folgen vorgeschichtlich neolithisch bis bronzezeitlich die Yangshao- und Longshan-Kultur aufeinander (genannt sind hier nur die beiden wichtigsten der über 50 vorgeschichtlichen Regionalkulturen Chinas, vgl. Liste neolithischer Fundstätten in China), wobei Zusammenhänge mit der legendären Xia-Dynastie unklar sind, die mitunter schon als frühgeschichtlich betrachtet wird. Mit dem Aufstieg der frühgeschichtlichen bis geschichtlichen Shang-Dynastie (Orakelknochen) endet die chinesische Vor- und Frühgeschichte. Entsprechende Einteilungsmodi gelten für die benachbarten Kulturen Japans und Koreas (vgl. Periodisierung der japanischen Geschichte und Geschichte Koreas). Die Parallelität zum Dreiperiodensystem beruht abgesehen von den gegenseitigen Einflüssen, die vor allem China auf Korea und Japan ausübte, nicht zuletzt darauf, dass die auslösenden Faktoren dieselben waren. Wie weltweit zu beobachten, verursachte nämlich auch hier die holozäne Klimaerwärmung vor 10.000 Jahren mit dem Anstieg des Meeresspiegels um etwa 60 Meter eine Einengung der Lebensbereiche, die zivilisatorische Umbrüche mit sich brachte.[126] Dies gilt nicht nur rund um das Mittelmeer, sondern auch für andere Gebiete der Erde, wo sich, wenn auch mit etwa 1000-jähriger Verzögerung, ähnliche Vorgänge zunächst vor allem entlang der großen Flusssysteme Indiens, Hinterindiens, Nordamerikas und insbesondere Chinas auf den dortigen Lössebenen abspielten und mit Domestizierung, Ackerbau und Keramik ähnliche Ausdrucksformen ausbildeten wie anderswo. Entsprechend finden sich auch die analogen Folgen für die begleitenden Technologien, etwa der zunehmenden, auf agrarischen Nutzen ausrichtende Schäftung.[127] Insgesamt sind vor allem die ostasiatischen Kulturperioden Hinterindiens, Chinas, Japans und Koreas mit ihren teils stark interferierenden Sonderentwicklungen vor dem Entstehen der großen Hochkulturen außerordentlich komplex.
- Besonders in Südostasien, in der dortigen Umwelt der Regenwälder, sind dabei strukturelle Anomalien der zivilisatorischen Entwicklung sehr häufig, bei denen unterschiedliche Kulturphasen nebeneinander existieren, also Jäger-Sammler neben Stadtkulturen und solchen, die bereits das Eisen kannten. So ist etwa das Königreich von Angkor durchaus mit Rom vergleichbar, daneben finden sich aber Kannibalen mit eigenem Alphabet wie die Batak auf Sumatra. Die sog. Waldzivilisationen sind entsprechend nur sehr schwer in ein übergeordnetes vor- bzw. frühgeschichtliches Schema einzuordnen und müssen vor allem lokal interpretiert werden.[128]
- Für die Randbereiche vor allem der südasiatisch malaiischen Inselwelt der sog. Insulinde oder Malaiischer Archipel lässt sich ein übergreifendes Ordnungssystem von klar gegeneinander abgrenzbaren Perioden schon wegen ihrer vielfältig sprachlich-ethnischen Überlagerungen und der oft fehlenden archäologischen Befunde der Ur- und Frühgeschichte nur schwer erstellen, so dass man bei den dortigen Waldkulturen gewöhnlich von nur zwei Perioden ausgehen muss: vor und nach der europäischen bzw. arabischen Kolonisierung oder des Einsetzens des dann bereits historischen indischen bzw. buddhistischen und hinduistischen, chinesischen und japanischen Einflusses mit den Schriften, die dieser jeweils mit sich brachte. Analog zum subsaharischen Afrika spricht man dort denn auch nicht vom Neolithikum, sondern von einem „Later Stone Age“.[129] Die Kolonisatoren und Händler trafen in zahlreichen dieser Gebiete ohnehin noch auf jung-, ja sogar altsteinzeitliche Verhältnisse, die gelegentlich in Schutzräumen wie auf den Andamanen mit ihren überkommenen Lebensweisen und Technologien bis heute bestehen. Man muss also insbesondere hier von den noch lebenden rezenten Kulturen ausgehen, die frühgeschichtliche Traditionen bewahrt oder vor kurzem erst aufgegeben haben.[130][131]

### Australien, Neuguinea, Ozeanien

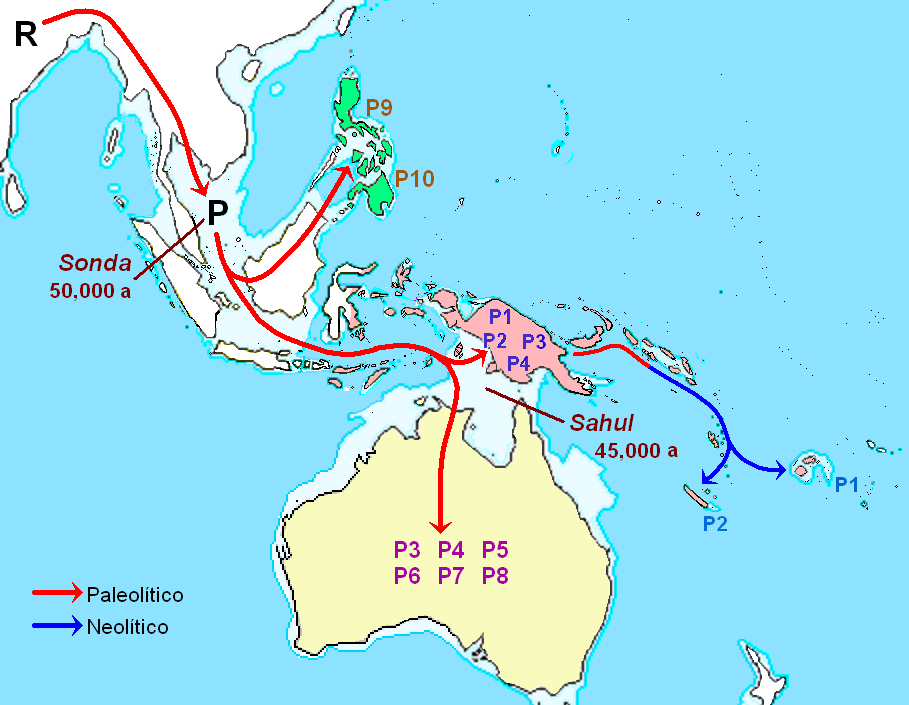
Frühe Besiedlung Australiens und Neuguineas über den Sundaschelf und Sahul nach genetischen Befunden (Haplogruppe P der mtDNA)

Die zweite, neolithische Besiedlungswelle (rot), die der paläolithischen (blau) folgte. Blaues Dreieck = Polynesien

Für Australien und Ozeanien sowie teilweise die südasiatische Inselwelt ist mit Ausnahme des Lapita-Komplexes Melanesiens und Polynesiens schon wegen der nicht eindeutig geklärten und komplexen, bis heute umstrittenen Besiedlungsgeschichte meist recht wenig über urgeschichtliche Perioden bekannt. Sie sind kaum wie in den hochkulturellen Räumen systematisch darstellbar, und es existieren nach wie vor mehrere Theorien darüber, in denen unter anderem die Aufeinanderfolge verschiedener Beilkulturen eine Rolle spielt. Eine auch technologisch relevante Untergliederung der kulturhistorischen Epochen der Großregion orientiert sich am besten an den jeweiligen Besiedelungswellen und ihren Subsistenzstrategien und nicht an den Materialien Stein, Bronze, Eisen, wobei die beiden letzten ohnehin erst sehr spät durch Außenkontakte mit den angrenzenden Hochkulturen oder durch die Europäer eingeführt wurden. Phänotypisch zeigen die Völker Ozeaniens bis heute Unterschiede: die Melanesier, die auch Neuguinea besiedelten, sind dunkelhäutig, die Polynesier mit ihrer oft in Adelskasten strukturierten ständischen Gesellschaft (Mana und Tabu), die den zweiten Besiedlungsschub repräsentieren, sind als Mischtyp hellhäutig.
- Erste Besiedlungswelle: Die Sunda- und Sahul-Landmassen, die damals während der letzten Eiszeit die Distanz zwischen Südostasien und Australien stark vermindert hatten, erlaubten ein einfaches Inselspringen der ersten Siedler über maximal 70 bis 87 km Wasserfläche in Richtung Australien und später Neuguinea.[135] Über den Ursprung dieser Siedler wir noch gestritten, doch zeigen sie Ähnlichkeiten mit den Ainu, den Wedda Sri Lankas und den Munda-Völkern Mittelindiens. Neueste genetische Untersuchungen[136] haben inzwischen ergeben, dass die Aborigines einer Auswanderungswelle aus Afrika entstammen, die dort vor 130.000 bis 100.000 Jahren ihren Ausgang nahm, um sich dann entlang der Küste Südostasiens bis nach Australien auszubreiten, das vor 75.000–62.000 Jahren oder etwas später erreicht wurde. Ihre Technologie war altsteinzeitlich, allerdings hoch entwickelt, und ist es geblieben.[137]
Sprachlich werden die Völker Neuguineas und der umliegenden Inseln durch die etwa 800 Papua-Sprachen repräsentiert, die nicht-austronesischen Ursprungs sind und als isolierte Sprachgruppe keiner der bekannten Sprachfamilien angehören, zudem oft nur wenige hundert Sprecher haben, da die einzelnen Dörfer sich mit ihrer extrem kriegerischen Gesellschaft auch sprachlich stark voneinander isolierten. Die australischen Sprachen der Aborigines sind linguistisch problematisch, was ihre Beziehungen untereinander und ihre Herkunft angeht.
- Zweite Besiedlungswelle: Die zweite, neolithisch geprägten austronesische Besiedelungswelle scheint sich vor 5000 bis 7000 Jahren mit starken Verzögerungen schließlich über die pazifische Inselwelt ausgedehnt zu haben, wobei deren Vertreter teilweise auf die früheren, noch altsteinzeitlichen Siedler der ersten Siedlungswelle trafen, die vor allem Australien schon um 40.000 BP oder früher erreicht hatten und später nach Neuguinea gelangt waren. Die etwa 400 ozeanischen Sprachen scheinen auf diese Siedler zurückzugehen und sind offenbar als Proto-Austronesisch in Ostasien entstanden. Die Ausbreitung dieser sowie der nächsten Besiedlungswelle wurde wiederum stark durch die Andesit-Linie bestimmt, die den fruchtbaren Inseln des westlichen Pazifiks von den weit weniger fruchtbaren des östlichen trennt, eine für Bauern nicht unwichtige Tatsache.
- Eine potentiell dritte Besiedlungswelle, die etwa um 1500 v. Chr. einsetzte, wird durch den Lapita-Komplex repräsentiert, deren Träger, die weit längere Seestrecken zurücklegten als ihre Vorgänger, noch weitgehend unbekannt sind, desgleichen ihre Herkunft und ihre Motive. Sie sind durch die Art ihrer Keramik charakterisiert und betrieben in Westpolynesien ein offenbar weiträumiges Tauschhandelsnetz etwa mit dem für Werkzeuge begehrten Obsidian, auf dessen Wegen sicher auch Kulturtechniken weitergegeben wurden.
Eine weitere, durch Keramik charakterisierte Tradition, die Mangaasi-Gruppe, ging ab 500 v. Chr. von Vanuatu aus und breitete sich etwa 1000 Jahre von dort aus. Wie bei den Trägern der Lapita-Keramik ist im Grunde unklar, ob es sich um eine Besiedelungswelle handelt.[138] Lapita, bei der man inzwischen ein frühes, mittleres und spätes Stadium unterscheidet, bildet heute auch die Grundlage für drei weitere Ausbreitungstheorien.[139]

Das Geschehen ist komplex, da die Neusiedler jeweils in verschiedenen Schüben die entwickelteren Technologien mitgebracht haben, wie das Beispiel der Osterinsel Rapa Nui ganz im Osten zeigt, die erst im fünften nachchristlichen Jahrhundert besiedelt wurde, wobei die Neuankömmlinge offenbar bereits eine schon hoch differenzierte Kultur hatten und als einzige ozeanische Kultur über eine voll ausgebildete eigene Schrift verfügten.
Von dem Kulturdiffusionisten Robert Heine-Geldern stammt eine Theorie der ozeanischen Besiedlung, die sich archäologisch an den Beiltypen orientiert. Danach waren neolithisch mehrere anhand dieser Beiltypen zu unterscheidende Besiedlungswellen erfolgt.